# Grossmünster

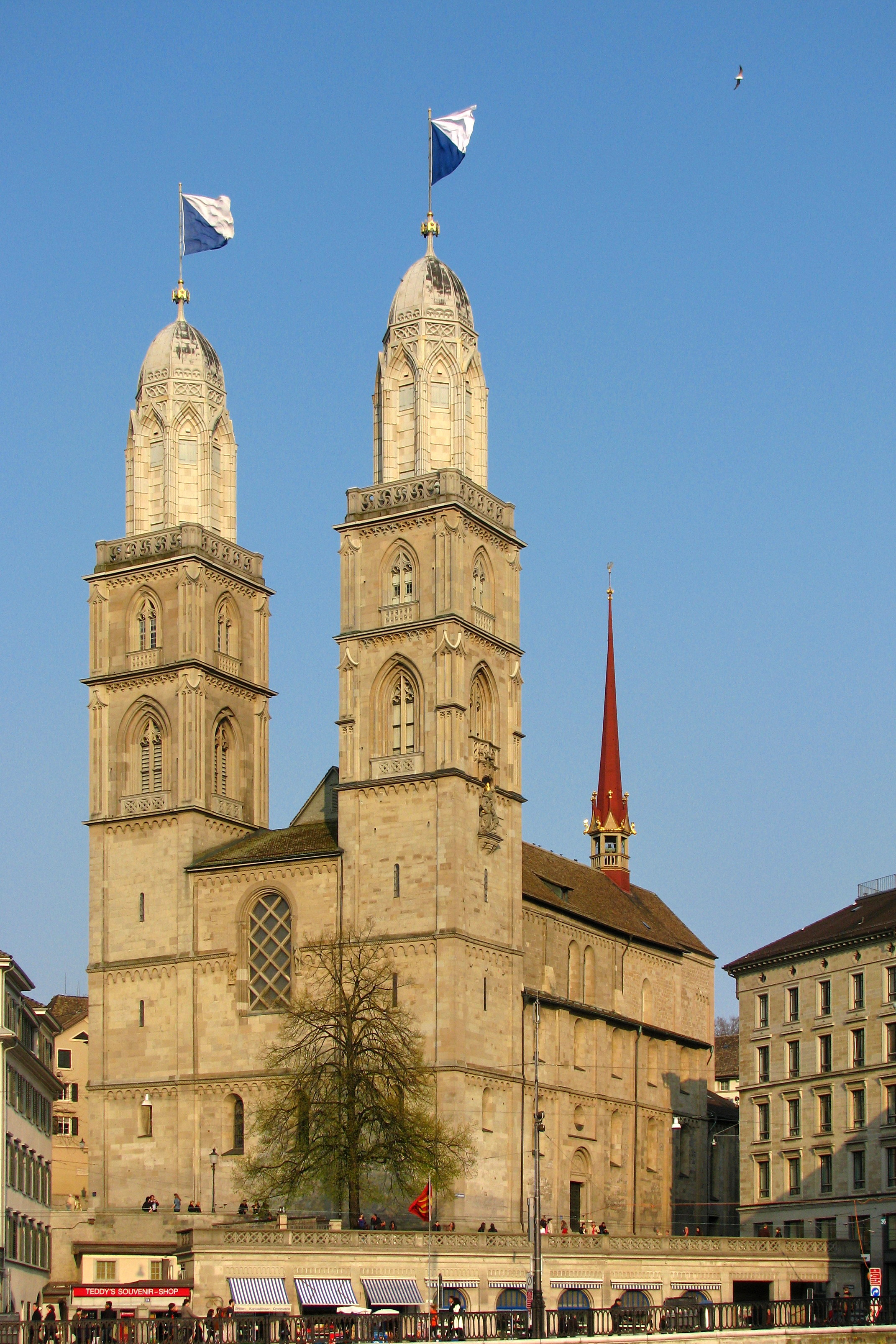
Westfassade des Grossmünsters zur Limmat.

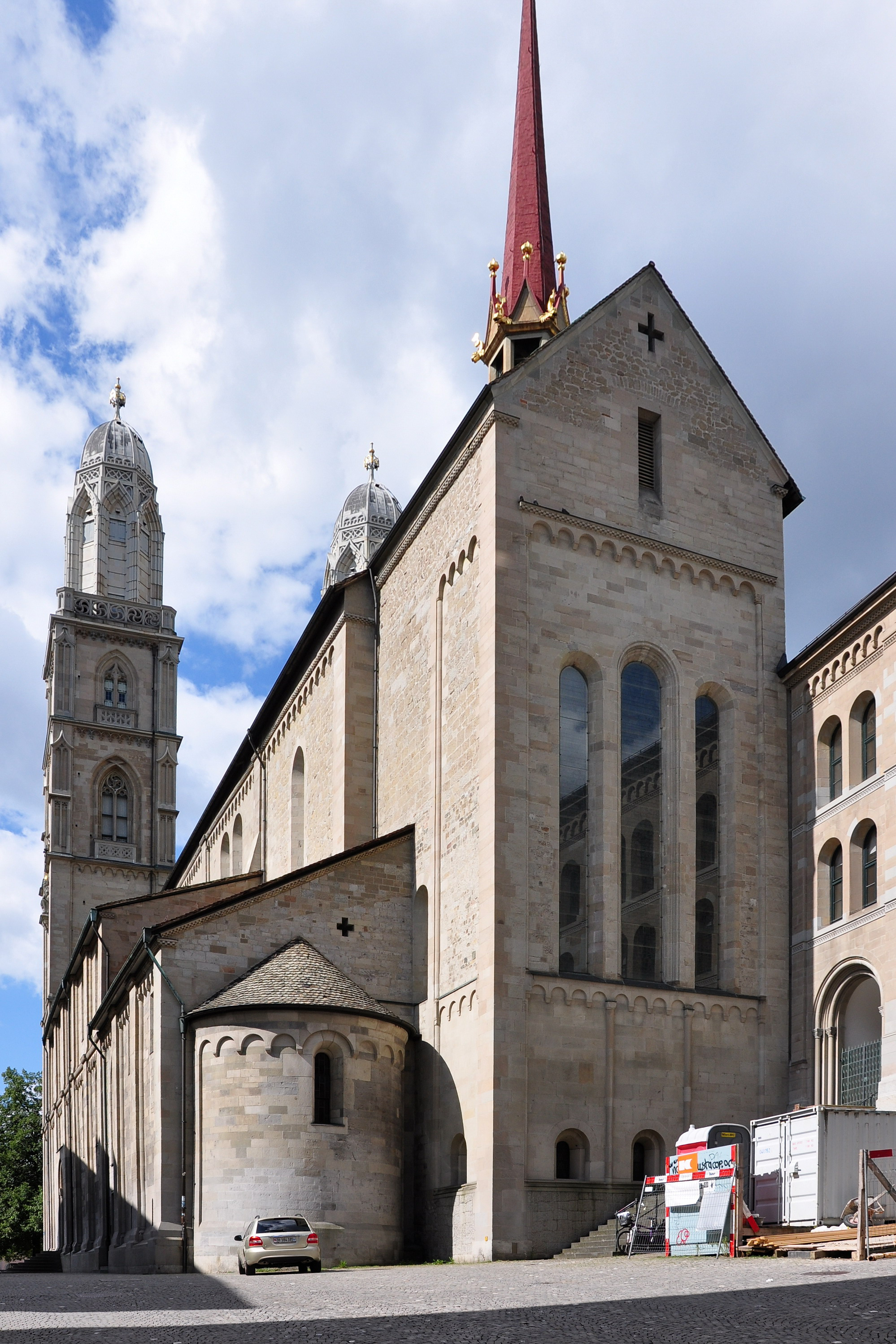
Grossmünster und dessen Zwölfbotenkapelle von Südosten (Kirchgasse)

Das Grossmünster ist eine romanische Kirche in der Altstadt von Zürich, erbaut zwischen 1100 und 1220. Die erste Altarweihe war 1104 für die Krypta und 1107 für den Chor. Die Schlussweihe erfolgte 1117 durch Erzbischof Bruno von Trier. Bis zur Reformation war das Grossmünster zugleich Teil eines weltlichen Chorherrenstifts und Pfarrkirche; die Kirchenpatrone waren Felix und Regula sowie Exuperantius. Die Gräber mit den Reliquien der beiden erstgenannten, die zugleich als Stadtpatrone gelten, befanden sich in der Zwölfbotenkapelle an der Stelle des heutigen Treppenhauses.
Die Pfarrei Grossmünster war der Ausgangspunkt der Reformation durch Huldrych Zwingli (1522–1525), und heute dient das Grossmünster als Pfarrkirche der evangelisch-reformierten Landeskirche.
Das Grossmünster gehört zusammen mit dem Fraumünster und der St.-Peter-Kirche zu den bekanntesten Kirchen der Stadt Zürich. Die charakteristischen Doppeltürme mit ihren neugotischen Turmabschlüssen von 1787 sind das eigentliche Wahrzeichen der Stadt.

## Name
Der Name «Grossmünster» stammt erst aus dem 14. Jahrhundert. Ursprünglich wurde die Kirche in den Urkunden schlicht mit «Zürcher Kirche» (Turicina ecclesia) bezeichnet. 1272 taucht das «Münster» in der Bezeichnung Monasterium praepositurae Thuricensis erstmals auf. Monasterium, deutsch Münster, ist die lateinische Bezeichnung für Kloster. «Grossmünster» erscheint erstmals 1322, wohl zur Unterscheidung vom kleineren Fraumünster.

## Gründungslegende

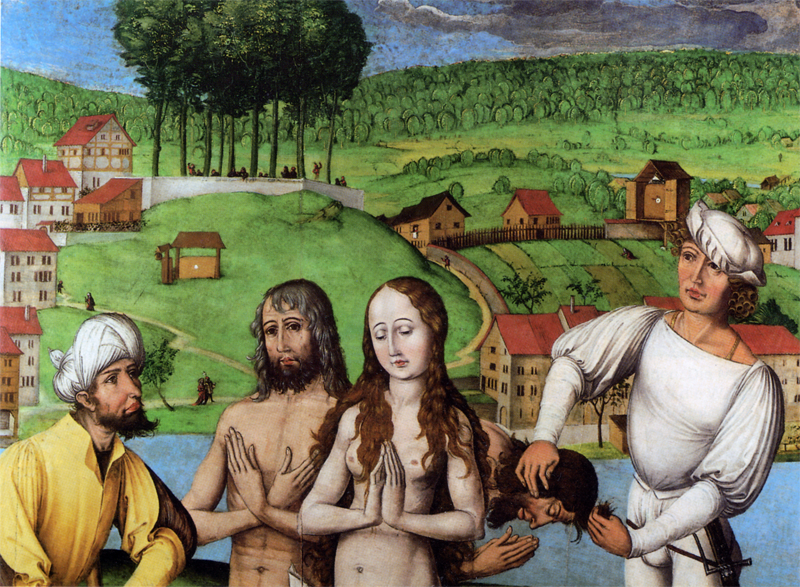
Ausschnitt mit den drei Heiligen aus dem geretteten Teil des Altarbilds von Hans Leu dem Älteren

Das Grossmünster ist ursprünglich der Ort der Verehrung der Stadtheiligen Felix und Regula.
Bereits das älteste schriftliche Zeugnis der Heiligenlegende (Codex 225, ff. 473–478), aufgezeichnet wohl im späteren 8. Jahrhundert, zur Regierungszeit Karls der Grossen, erwähnt, die Heiligen lägen hier «mit grossem Schmuck» und es seien hier bereits «von alters her» viele Blinde und Lahme geheilt worden. Eine Erwähnung einer Mönchsgemeinschaft oder gar einer Stiftung durch Karl den Grossen fehlt hier allerdings noch. Die Verehrung dieser Heiligen war zur Zeit der Verfassung dieser Legende jedoch vermutlich noch nicht alt. Es wurde vermutet, der Anlass zur Verfassung der Legende sei entweder die Auffindung eines auffälligen römischen Grabes an dieser Stelle, oder aber eine Translation der Reliquien der zuvor in Chur verehrten Regula gewesen.
Die Legende der Klostergründung durch Karl den Grossen ist hochmittelalterlich und wird ab dem 12. Jahrhundert fassbar. Danach sei Karl der Grosse von einem flüchtenden Hirsch von Köln bis nach Zürich gelockt worden. Hier seien der Hirsch, die Hundemeute und auch das Pferd Karls im Wald auf die Knie gesunken. Herbeieilende Einsiedler informierten den Kaiser, an dieser Stelle lägen heilige Märtyrer begraben. Unter Mitwirkung der Priesterschaft des Landes habe Karl diese Märtyrer ausgraben und in geschmückte Särge legen lassen.

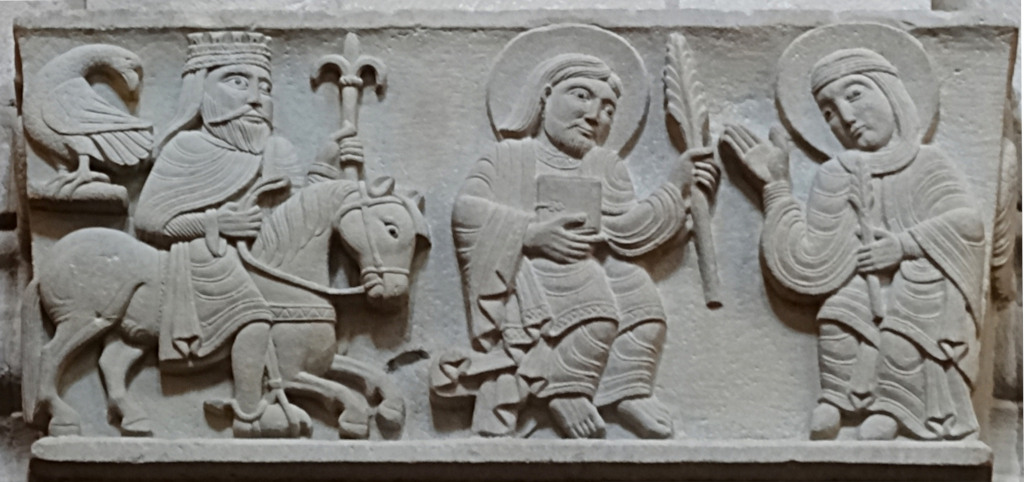
Das Kaiserrelief mit Darstellung der Gründungslegende

Das älteste Zeugnis für die Existenz der Legende dürfte ihre bildliche Darstellung als Relief auf einem Pfeilerkapitell im Grossmünster sein. Es zeigt den Kaiser in dem Moment, in dem sein Pferd sich hinkniet. Daneben sind die beiden Heiligen mit Märtyrerpalmen dargestellt. Im Zusammenhang des Anspruchs der Gründung durch Karl steht die Überführung von Reliquien Karls des Grossen nach Zürich im Jahr 1233, nach der Fertigstellung des Baus des Grossmünsters um 1220.
Die Parallelen zur Gründungslegende des Fraumünsters sind unübersehbar, besonders die Rolle des Hirschen in der Bestimmung des Orts; das Grossmünster sucht hier das mächtigere Fraumünster an Alter und Ehrwürdigkeit zu übertreffen, statt Gründung durch Karls Enkel Ludwig wird Gründung durch Karl selbst beansprucht. In die gleiche Zeit fällt auch die Einführung von Exuperantius als drittem Heiligen. Auch in dieser Frage ging es um politische Rivalitäten zwischen Grossmünster, Fraumünster und dem aufstrebenden Bürgertum.
Die Gräber der Heiligen waren bis zur Reformation in der Zwölfbotenkapelle (Boten = Apostel) für die Pilger zugänglich. In der gleichen Kapelle wurden auch die Reliquien Karls des Grossen aufbewahrt. Die Häupter der Heiligen befanden sich dagegen in kostbaren Reliquiaren im Stiftsschatz; sie wurden im Hoch- und Spätmittelalter jeweils in einer Prozession am Festtag der Heiligen durch die Stadt getragen.

## Propstei St. Felix und Regula

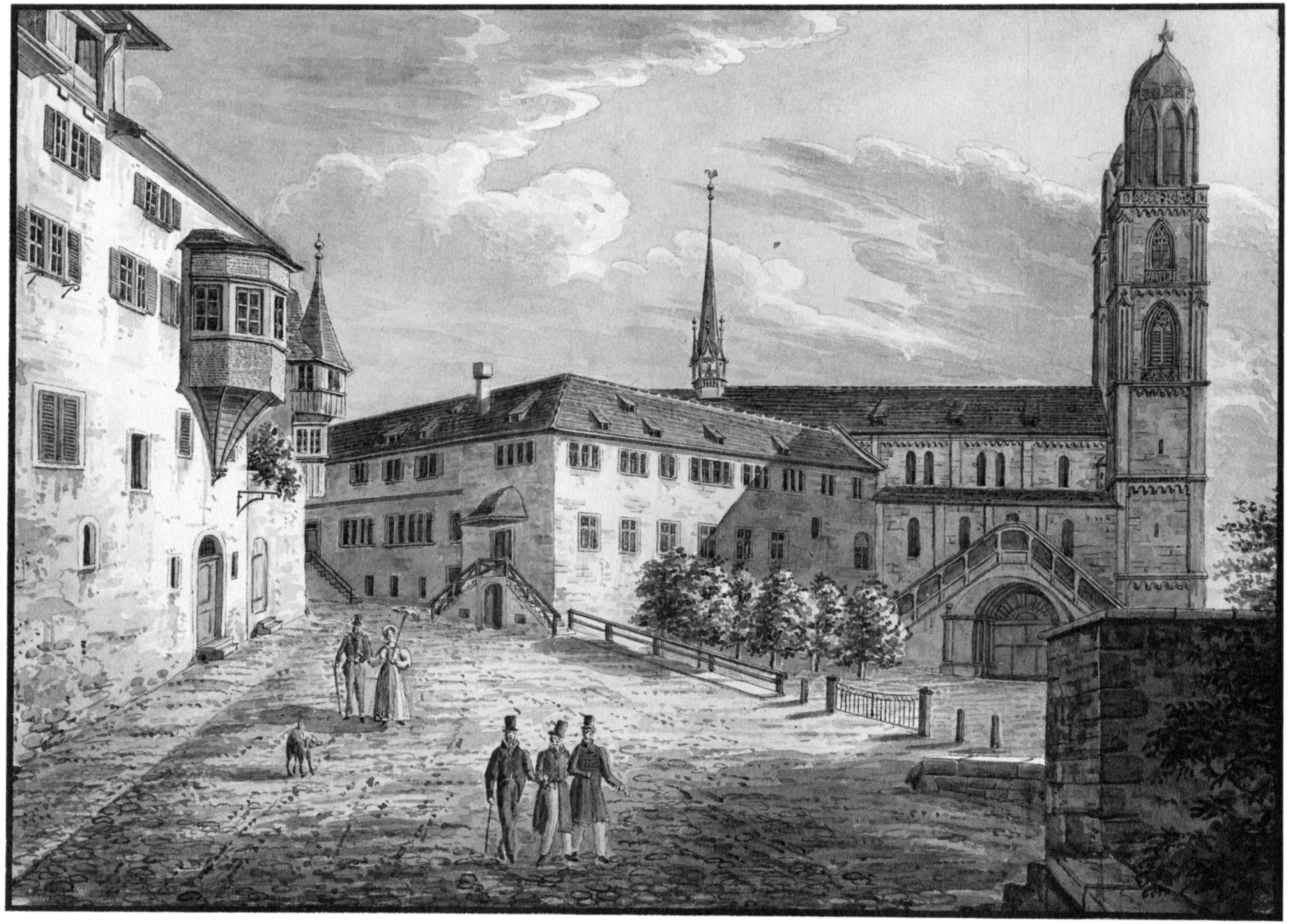
Chorherrenstift und Grossmünster um 1835 mit Treppenaufgang zu den Emporen über dem Nordportal

Das spätere Kollegiatstift dürfte in frühkarolingischer Zeit organisch aus dem Wallfahrtsort zur Verehrung der Märtyrergräber und möglicherweise in der Nähe bestehenden Einsiedeleien gewachsen sein. Dies im Gegensatz zum Fraumünster, das im Jahr 853 von Ludwig dem Deutschen gestiftet wurde. Das Gebetbuch Karls des Kahlen kam nach der Reformation in das Kloster Rheinau.
Es ist unbekannt, wann zuerst eine Kirche an der Stelle des späteren Grossmünsters gebaut wurde. Es gibt einen Hinweis auf einen Bischof Theodorus, der bereits vor 820 hier eine Kirche geweiht haben soll. Die kaiserliche Urkunde, auf der diese Angabe beruht, ist allerdings nur durch eine Erwähnung Bullingers bekannt und ist heute verloren. Nachweislich ist das Bestehen des Klosters durch seine Bestätigung als Kollegiatstift durch Karl den Dicken im Jahr 870. Danach fehlt jegliche Nachricht über die Geschichte der Kirche bis zu ihrem Abbrennen im Jahr 1078, was den Anlass gab zum Bau der noch heute bestehenden romanischen Kirche.
Die Propstei wies im Hochmittelalter 24 Chorherren und 32 Kaplane auf und war neben der Konstanzer Münster das bedeutendste Stift im historischen Bistum Konstanz. An der Spitze des ursprünglichen Konvents stand spätestens seit 1114 ein Propst, den das Stift gemäss einem königlichen Privileg aus diesem Jahr ebenso wie den Priester selbst wählen durfte. Der Konvent wird als «weltlich» bezeichnet, weil die Gemeinschaft, Chorherren genannt, nach der Aachener Regel zusammenlebte, die im Gegensatz zur strengeren Benediktinerregel keine Weltabgeschiedenheit und keinen Verzicht auf Privatbesitz forderte. In der Gregorianischen Reform im 11. Jahrhundert sollten solche Chorherrengemeinschaften sich neu der Augustinischen Regel unterordnen. Die Chorherren im Grossmünster hielten aber an der alten Aachener Ordnung fest und bildeten damit ein nicht reguliertes oder «weltliches» Chorherrenstift.
Die in Zürich residierenden Chorherren waren zur Teilnahme am Kirchendienst (Stundengebet) verpflichtet, hatten ihre geistlichen Aufgaben und führten die weltlichen Geschäfte des Stifts, legten aber, anders als Mönche, keine Gelübde ab. Seit dem 13. Jahrhundert wohnten die Chorherren in den Chorherrenhäusern in der Umgebung der heutigen Kirchgasse. Viele von ihnen studierten an ausländischen Universitäten und erwarben Doktorate.
Als Reichsstift verfügte das Grossmünster rund um Zürich über Güter und Einkünfte. Albisrieden, Schwamendingen, Fluntern, Höngg und Meilen waren die wichtigsten Güter. Daneben reichte Streubesitz bis an die Töss, den Rhein, die Reuss, den Zuger- und Obersee.
Bis zum Auftreten der Bettelorden im 14. Jahrhundert war das Stift Grossmünster im Bistum Konstanz führend in der Pflege der Musik. Der Chorherr Konrad von Mure stiftete 1259 eine Pfründe für einen eigenen Kantor (Gesangsmeister) und redigierte 1260 den Liber ordinarius des Grossmünsters, eine detaillierte Ordnung über die Festgesänge, von denen einzelne von Chorherren selbst gedichtet und komponiert worden waren. Weitere bedeutende Chorherren in der Geschichte des Stiftes waren Rüdiger III. Manesse, Rudolf von Homburg, Berater Kaiser Heinrichs V. und Bischof von Basel, und Johannes II. von Zürich, Kanzler König Albrechts, Bischof von Eichstätt und Strassburg. 

### Fortbestand des Stiftes bei der Reformation
Während der Reformation sicherten Propst Felix Frey (1482–1555) und das Kapitel, dem tüchtige Juristen angehörten, 1523, nach langen Verhandlungen mit dem Rat, das Fortbestehen des Stiftes. Die Vogt- und Gerichtsrechte wurden an den Rat von Zürich übertragen. Der Grundbesitz verblieb bis zur endgültigen Aufhebung des Stifts 1832 beim Grossmünster.

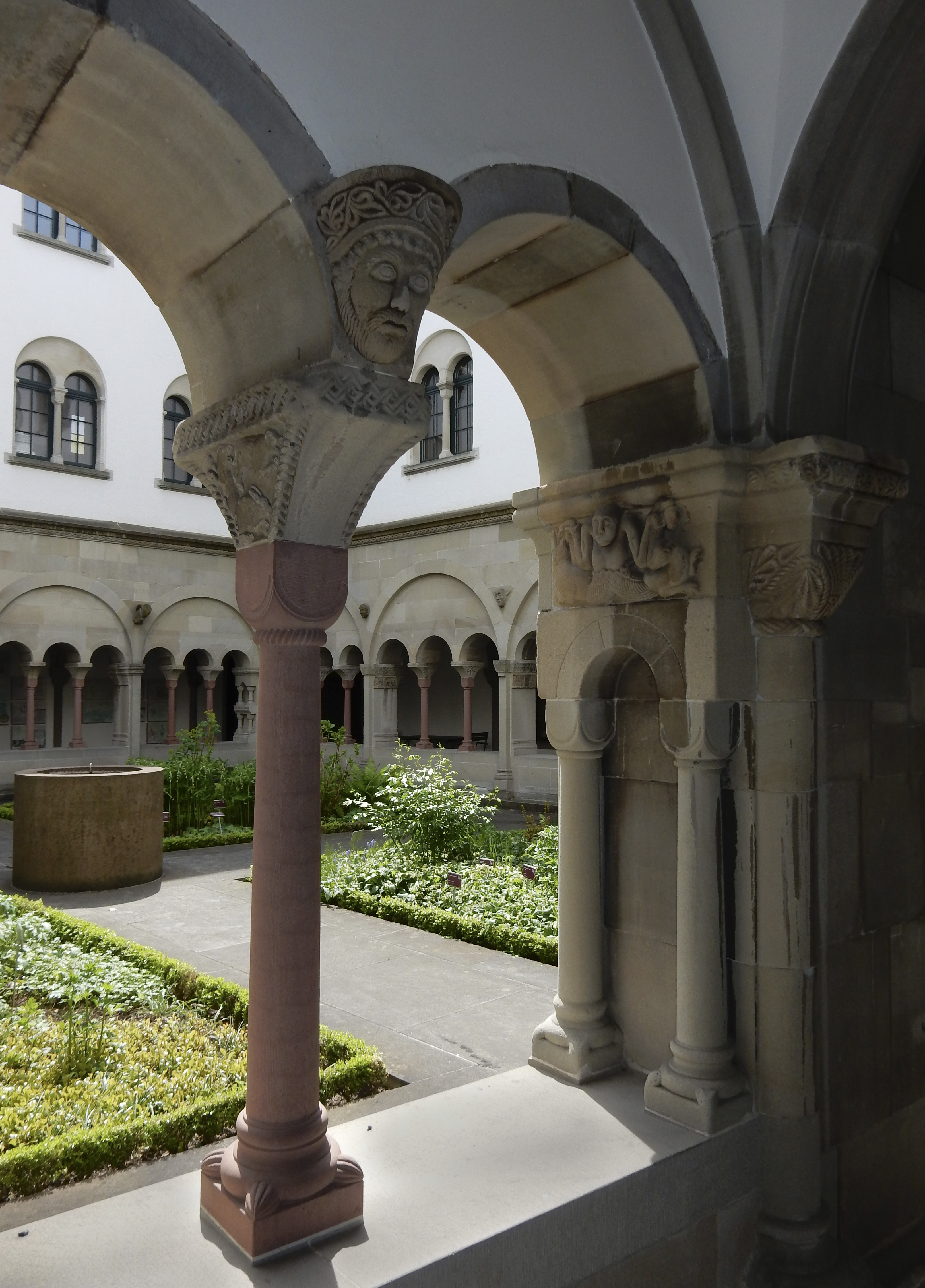
Kreuzgang des Chorherrenstifts

Nach der Reformation widmete sich das reformierte Chorherrenstift der Pflege des theologischen Nachwuchses. Neben einer Lateinschule und einem höheren Gymnasium befand sich in den Stiftsgebäuden eine von Ulrich Zwingli gegründete theologische Akademie, die zuerst «Prophezei» danach «Carolinum» genannt wurde. Hier wurde die Zürcher Bibel erarbeitet, wozu man 1525 aus dem Barfüsserkloster Basel den Hebraisten Conrad Pellikan berufen hat. Nach Zwinglis Tod in der Schlacht von Kappel 1531 wurde Heinrich Bullinger sein Nachfolger als Schulherr und Antistes. Das Stift und seine Bibliothek wurde zur Keimzelle der heutigen Universität Zürich (gegründet 1833), die in ihrem Siegel immer noch auf das Grossmünster verweist.
Nach der Aufhebung des Stifts 1832 wurden die Gebäude verkauft und 1849 abgerissen, um einem Neubau von Gustav Albert Wegmann im neoromanischen Stil Platz zu machen. In diesem sogenannten Grossmünsterschulhaus war bis 1976 die Töchterschule beheimatet, ein städtisches Gymnasium für Mädchen. Der Kreuzgang des Chorherrenstifts, der teilweise noch aus dem 12. Jahrhundert stammte, wurde beim Abriss zerlegt und 1851 – mit vielen neuen Teilen ergänzt – in den Neubau integriert.
Neben dem angebauten Grossmünsterschulhaus, in dem sich seit 1976 das Theologische Seminar der Universität Zürich befindet, umgeben weitere Gebäude mit engem Bezug die Kirche: Östlich des Seminars liegt die Grossmünsterkapelle (erbaut 1858–1860), an das sich das Pfarrhaus und das Kirchgemeindehaus «Helferei» anschliessen. In dem Gebäude aus dem 13. Jahrhundert lebten die Leutpriester, später die Schulherren des Grossmünsterstifts und seit den 1830er Jahren der Diakon («Helfer») des Grossmünsters. Nach einem Umbau 1974 ist darin auch ein Begegnungszentrum, das Kulturhaus Helferei, untergebracht.

## Pfarrkirche

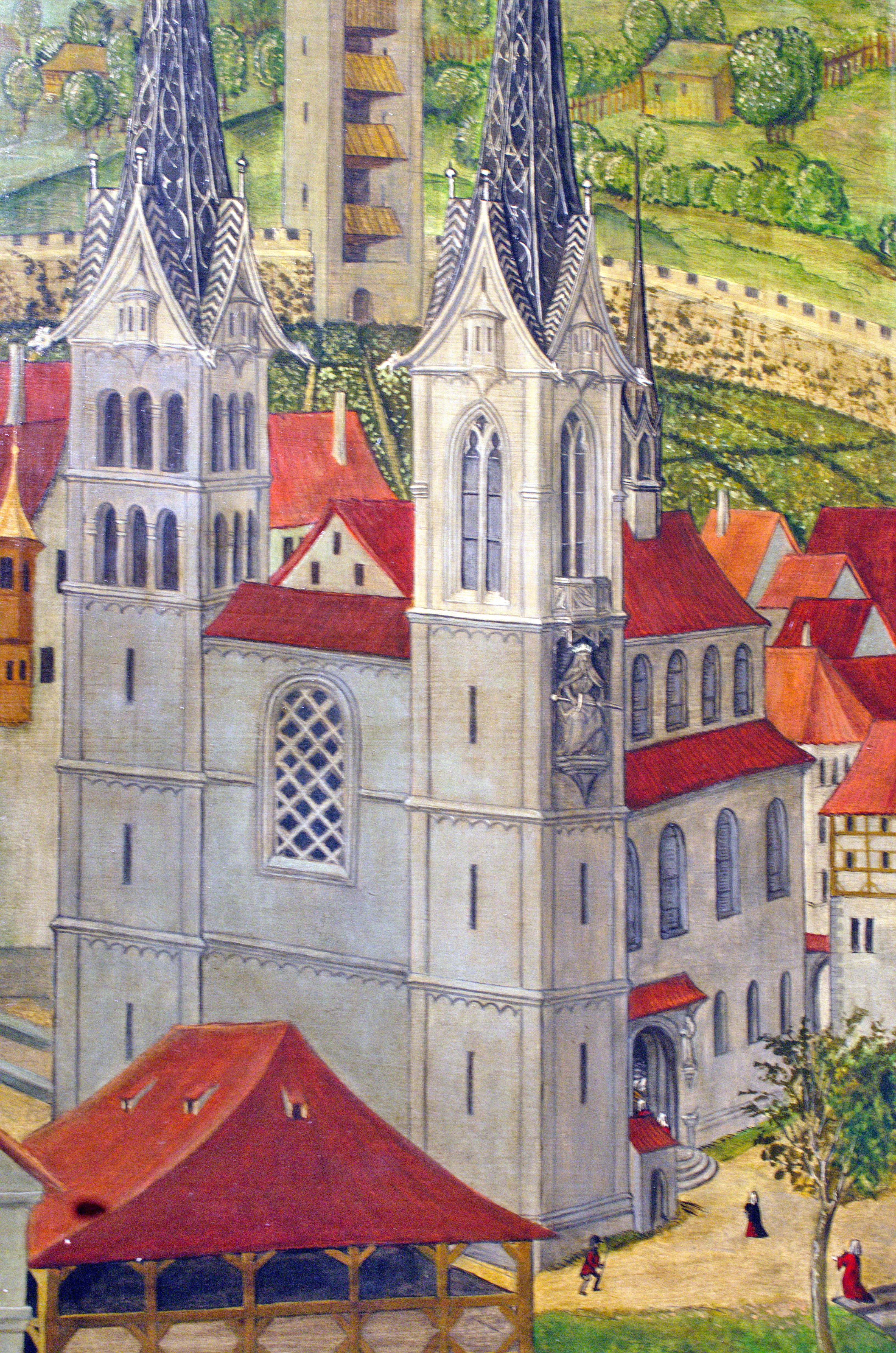
Das Grossmünster Ende 15. Jahrhundert auf den Altartafeln von Hans Leu d. Ä.

Seit dem 9. Jahrhundert war das Grossmünster auch Pfarrkirche einer Kirchgemeinde, ursprünglich zuständig für eine «Grosspfarrei» im spärlich besiedelten Gebiet zwischen Limmat und Glatt, später für die «mindere» Stadt rechts der Limmat, die sich im 12. und frühen 13. Jahrhundert herausbildete. Die Pfarrkirche für die ältere Stadt links der Limmat war St. Peter.
Huldrych Zwingli kam 1519 als Leutpriester ans Grossmünster. Als Nachfolger Zwinglis wurde Heinrich Bullinger 1531 nicht nur Pfarrer am Grossmünster, sondern als Antistes das Oberhaupt der reformierten Kirche in Zürich überhaupt. Auch Bullingers Nachfolger waren als Pfarrer am Grossmünster gleichzeitig Vorsteher der Zürcher Staatskirche. Der letzte in dieser Reihe war Johann Jakob Hess, in dessen Amtszeit die in der Helvetik durchgesetzte Trennung von Kirche und Staat fiel. Sein Nachfolger war Georg Gessner, der immer noch den Titel des Antistes innehatte, obwohl während seiner Amtszeit die moderne reformierte Landeskirche des Kanton Zürich gegründet wurde. Die alte Kirchenordnung der Stadt Zürich blieb allerdings noch bis 1895 in Kraft, als Diethelm Georg Finsler als letzter Antistes jahrelang für die Abschaffung des eigenen Amtes kämpfte und schliesslich 1895 erster Präsident des Stadtzürcher Kirchenrats wurde.
Von 1833 bis 2018 bestand eine eigene Kirchgemeinde zum Grossmünster innerhalb der evangelisch-reformierten Landeskirche des Kantons Zürich. Nachfolger Finslers als Pfarrer am Grossmünster war sein Sohn Rudolf, von 1899 bis zu dessen krankheitsbedingtem Tod 1921. Seit seiner Zeit war das Pfarramt in der Kirchgemeinde mit keinem weiteren Amt mehr verbunden, und das Grossmünster war einfach Pfarrkirche der Zürcher Altstadt rechts der Limmat, neben seiner Rolle als Kulturdenkmal, touristischer Attraktion und Aufführungsort von Konzerten.
Seit Finslers Zeit gibt es zwei Pfarrstellen am Grossmünster, gegenwärtig (Stand 2021) amten Christoph Sigrist (seit 2003) und Martin Rüsch (seit 2011). 2019 schliesslich wurden die 32 Kirchgemeinden der Stadt fusioniert, seither ist das Grossmünster als Pfarrkirche dem ersten Kirchenkreis zugeordnet.
Das Gotteshaus selbst befindet sich im Eigentum des Kantons Zürich als eines von nur drei sakralen Bauten neben den Klosteranlagen Rheinau und Kappel. Im Jahr 2011 hatte der Kanton alle übrigen kirchlichen Liegenschaften an die Kirchgemeinden abgetreten.

## Baugeschichte

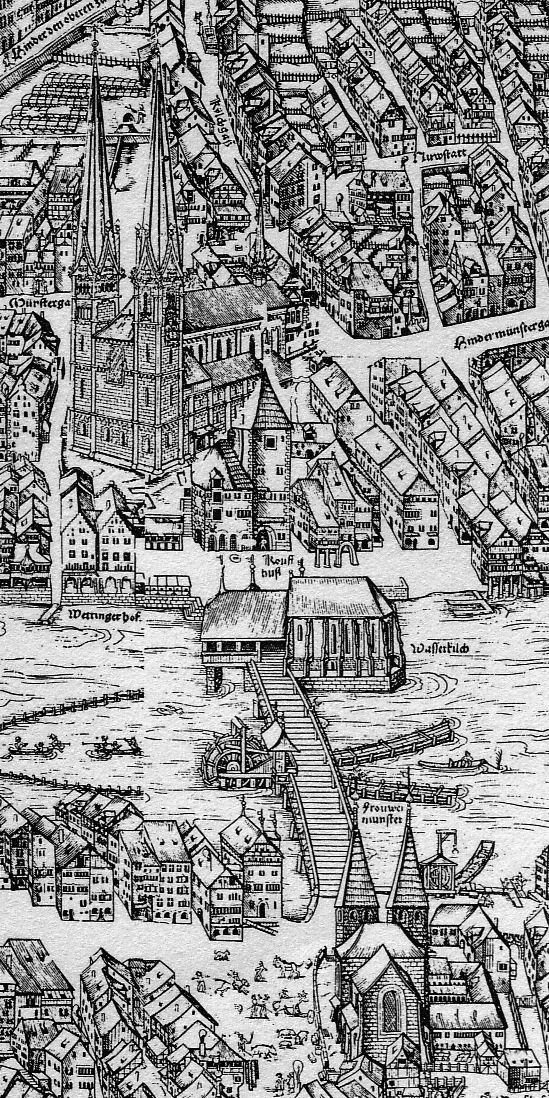
Die «Prozessionsachse» Grossmünster, Wasserkirche und Fraumünster auf dem Murerplan von Zürich (1576)

Erste Vorgängerbauten des Grossmünsters sind nur vermutet. Archäologische Funde weisen auf ein römisches Gräberfeld im Umfeld des Grossmünsters hin. Es bestand wohl ein kleineres Memorialgebäude und ein Konvent zur Betreuung von Pilgern. 870 wurde der Konvent von Karl dem Dicken in ein Chorherrenstift umgewandelt. Das Grossmünster stand als Grablege in einem Zusammenhang mit der Wasserkirche, der Hinrichtungsstätte von Felix und Regula, und dem Fraumünster auf der anderen Seite der Limmat, in dem die wichtigsten Reliquien der Heiligen aufbewahrt wurden.
Verbunden durch den Münstersteg bildeten die drei Kirchen als «Prozessionsachse» den Kern der jährlichen Prozessionen im Hochmittelalter; der genaue Verlauf der Prozession, nach der Beschreibung durch Konrad von Mure um 1260, war allerdings komplizierter und lässt sich nicht genau rekonstruieren; es wurden dabei auch die heute nicht mehr bestehende Lindenhofkapelle berührt sowie einzelne Punkte an der Stadtgrenze.

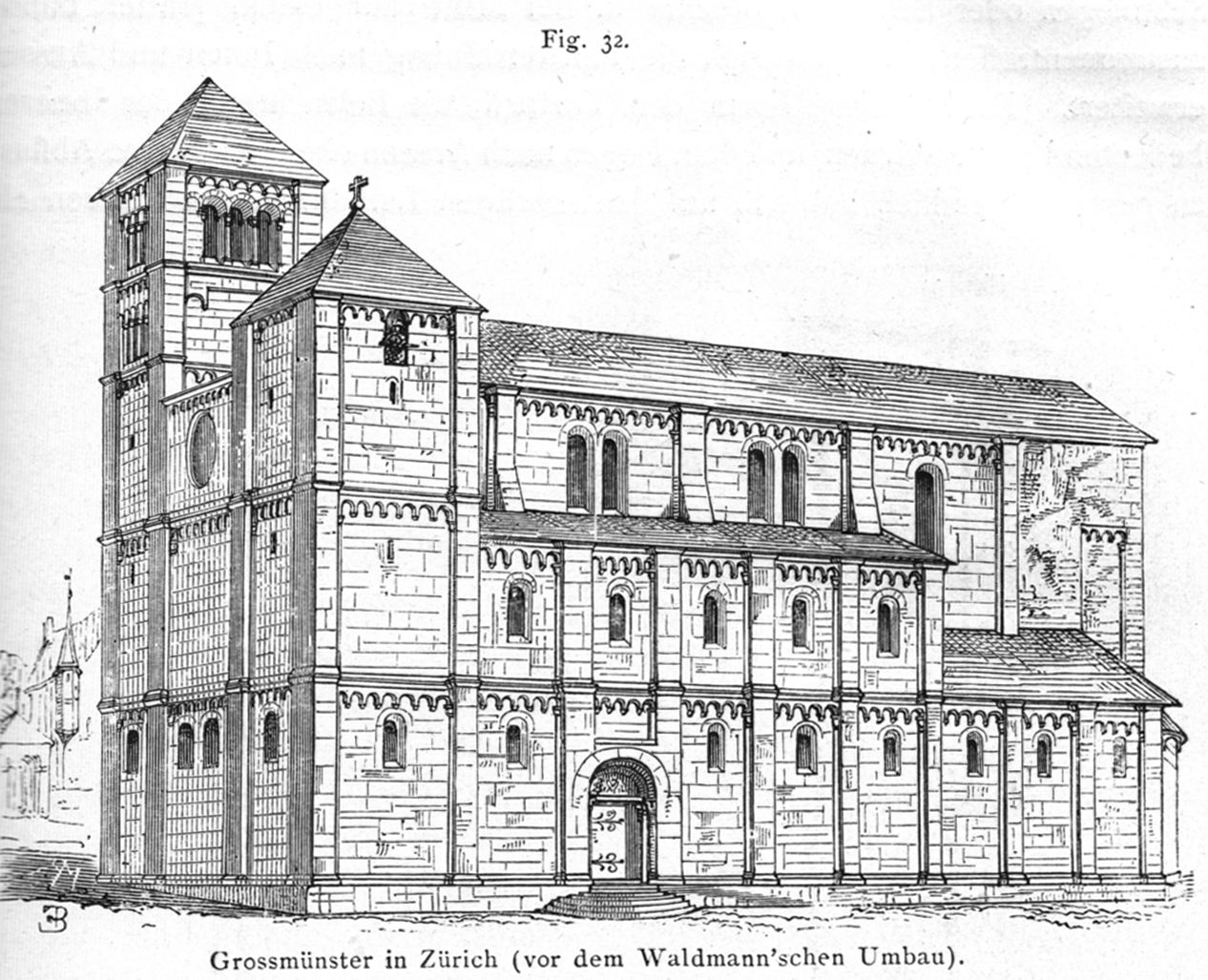
Rekonstruktion des Zustandes Mitte 15. Jahrhundert nach J. R. Rahn

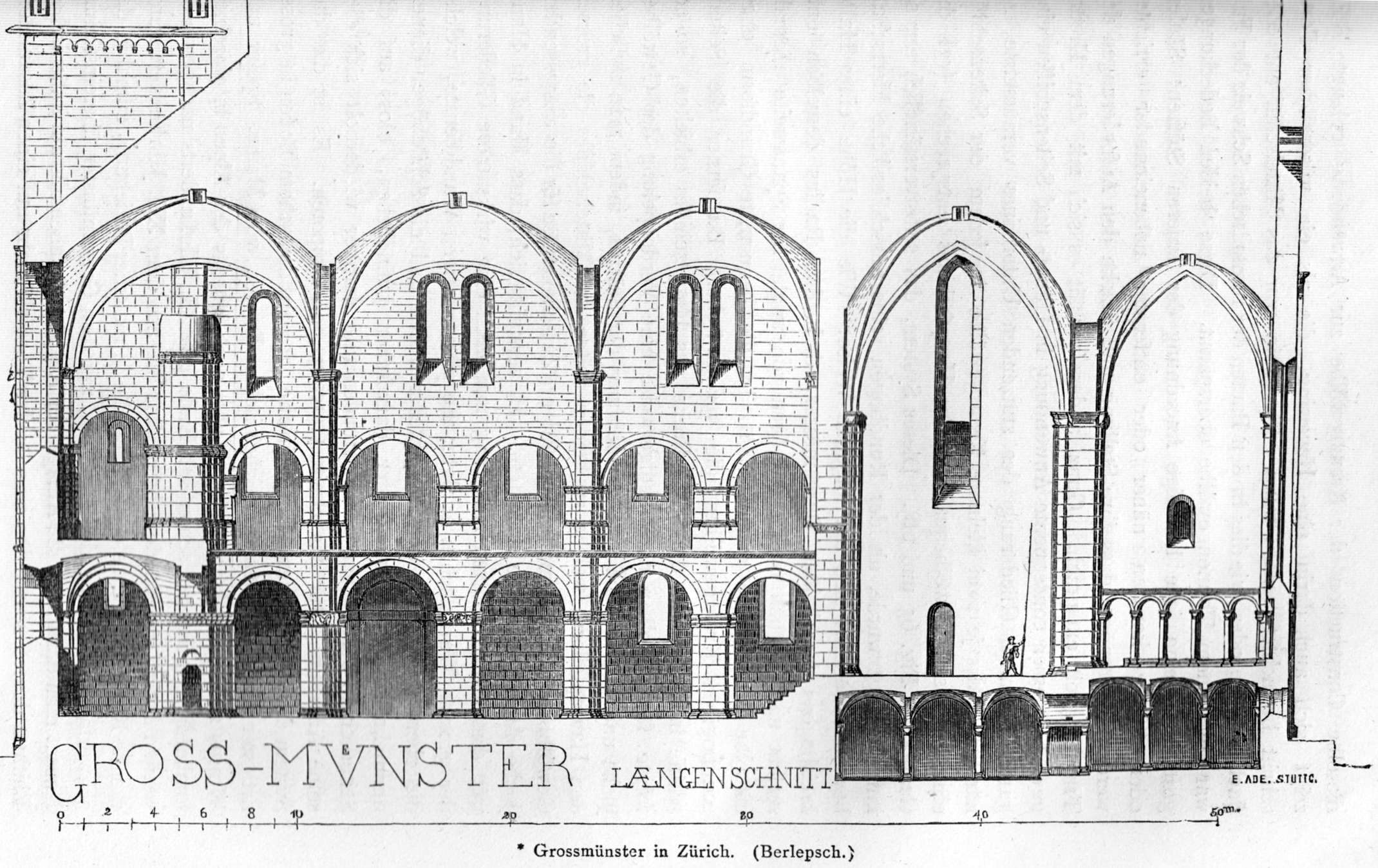
Längsschnitt nach Berlepsch

Reste eines Vorgängerbaus der heutigen Kirche wurden bei Renovationsarbeiten in den 1930er Jahren entdeckt und dem 11. Jahrhundert zugewiesen. Die heute noch bestehende romanische Kirche wurde um 1100 begonnen und 1220 vollendet. Der Vorgängerbau wurde dazu schrittweise abgebrochen. Der Bau wurde in sechs Etappen vollzogen, die jeweils Abweichungen vom ursprünglichen Bauplan aufweisen, da neue Stilrichtungen in der Architektur aufgenommen wurden. Veränderungen im Innern und am Äussern der Kirche wurden jedoch fortlaufend bis ins 20. Jahrhundert vorgenommen. Erst zwischen 1487 und 1492 wurden die Türme auf Initiative von Hans Waldmann auf gleiche Höhe gebracht und mit Nadelhelmen versehen. 1498 wurde der Dachreiter in seiner heutigen Form vollendet.
Die deutschschweizerische Reformation ging vom Grossmünster aus, da der Reformator Huldrych Zwingli seit 1519 dort als Leutpriester predigte. Auf seine Initiative liess der Stadtrat von Zürich 1524 die Altarbilder aus der Kirche entfernen. 1526 wurde vor dem Chor ein Kanzellettner eingebaut, der aus den zerstörten Altären der Zürcher Kirchen bestand. Damit wurde die Umnutzung der Kirche deutlich. Nicht mehr «Gottesdienst» an den Altären im Chor, sondern die Predigt stand nun im Zentrum. Die Überreste von Felix und Regula wurden von Zwinglis Nachfolger, Heinrich Bullinger, aus der Zwölfbotenkapelle entfernt. Dabei seien nur einige Knochenreste, Kohle, ein Ziegelstein und eine Haselnuss zum Vorschein gekommen.
Am Abend des 24. August 1763 zerstörte ein Blitzschlag den Glockenturm und entzündete den mit Schindeln gedeckten Spitzhelm. Mit nassen Ochsenhäuten konnten die Glocken vor dem Schmelzen gerettet werden. Während mehrerer Jahre blieb der Turm eine Brandruine und es wurde über einen Gesamtneubau des Grossmünsters nach Plänen Gaetano Matteo Pisonis diskutiert. Der Widerstand des Pfarrers Johann Jakob Breitinger verhinderte einen Abbruch.
1770 wurden die Türme mit einer flachen Terrasse und Balustraden im Stile Louis-seize versehen.

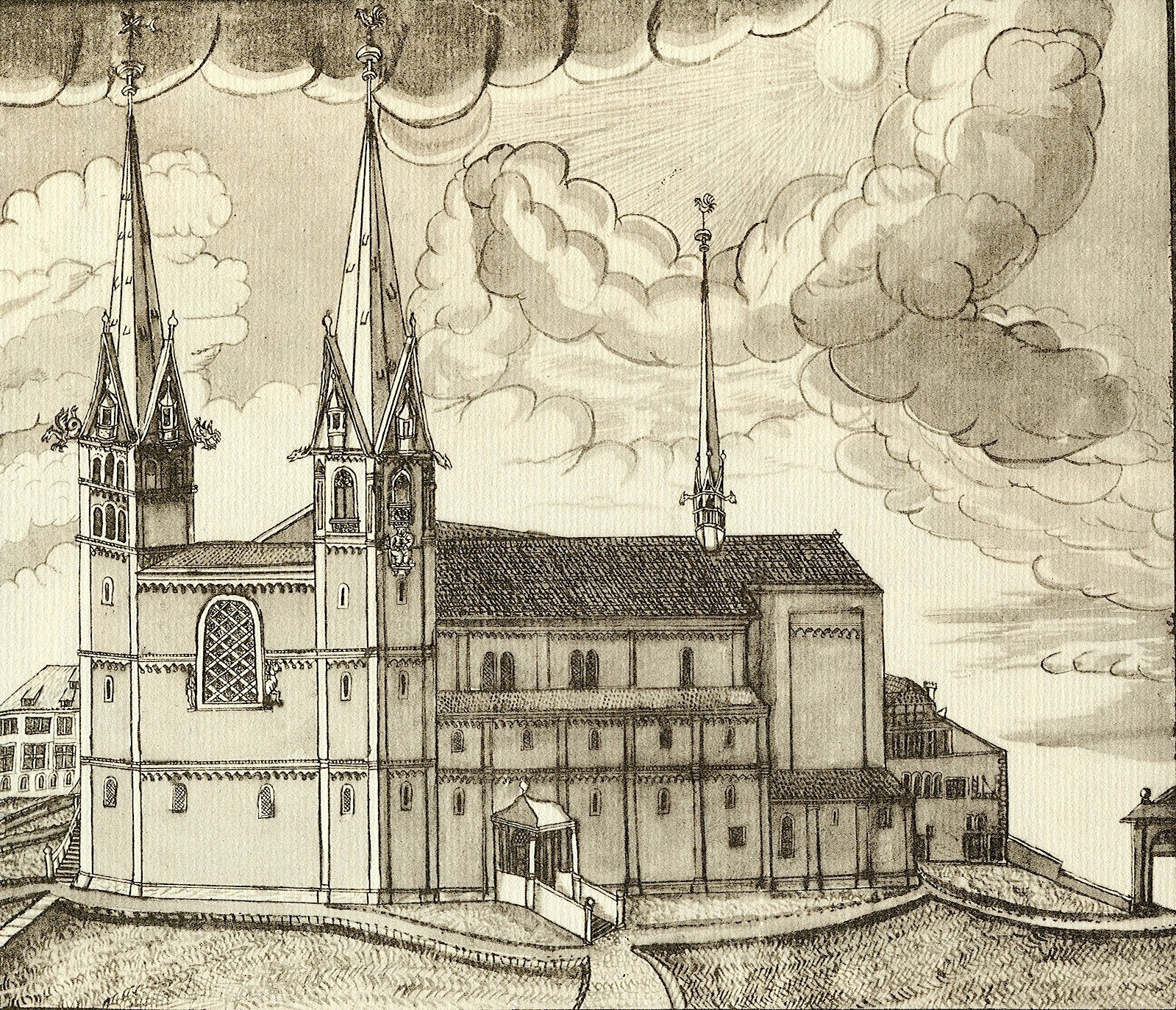
Grossmünster um 1700; Darstellung von Gerold Escher
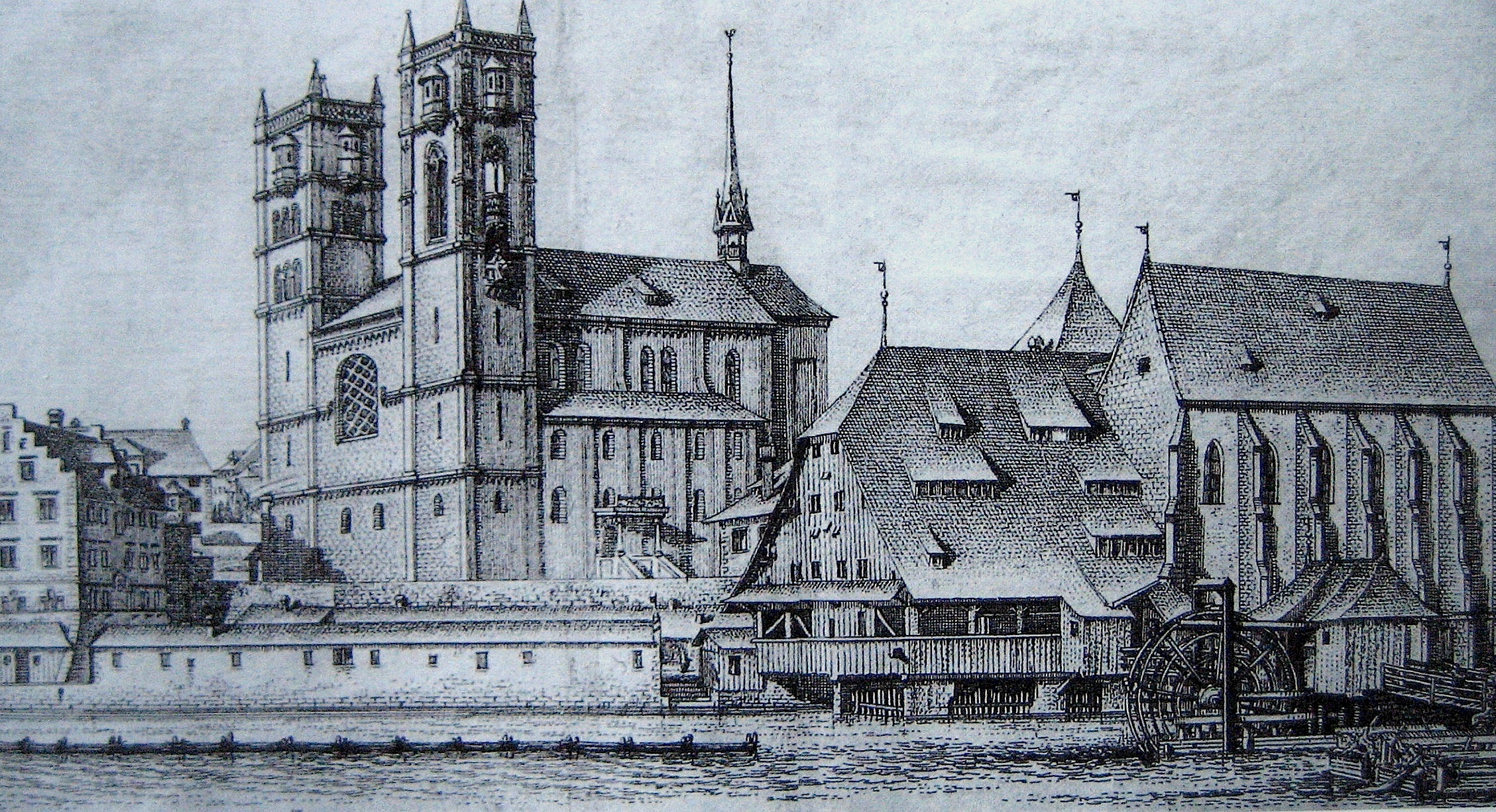
Das Grossmünster mit den Louis-XVI.-Balustraden 1770
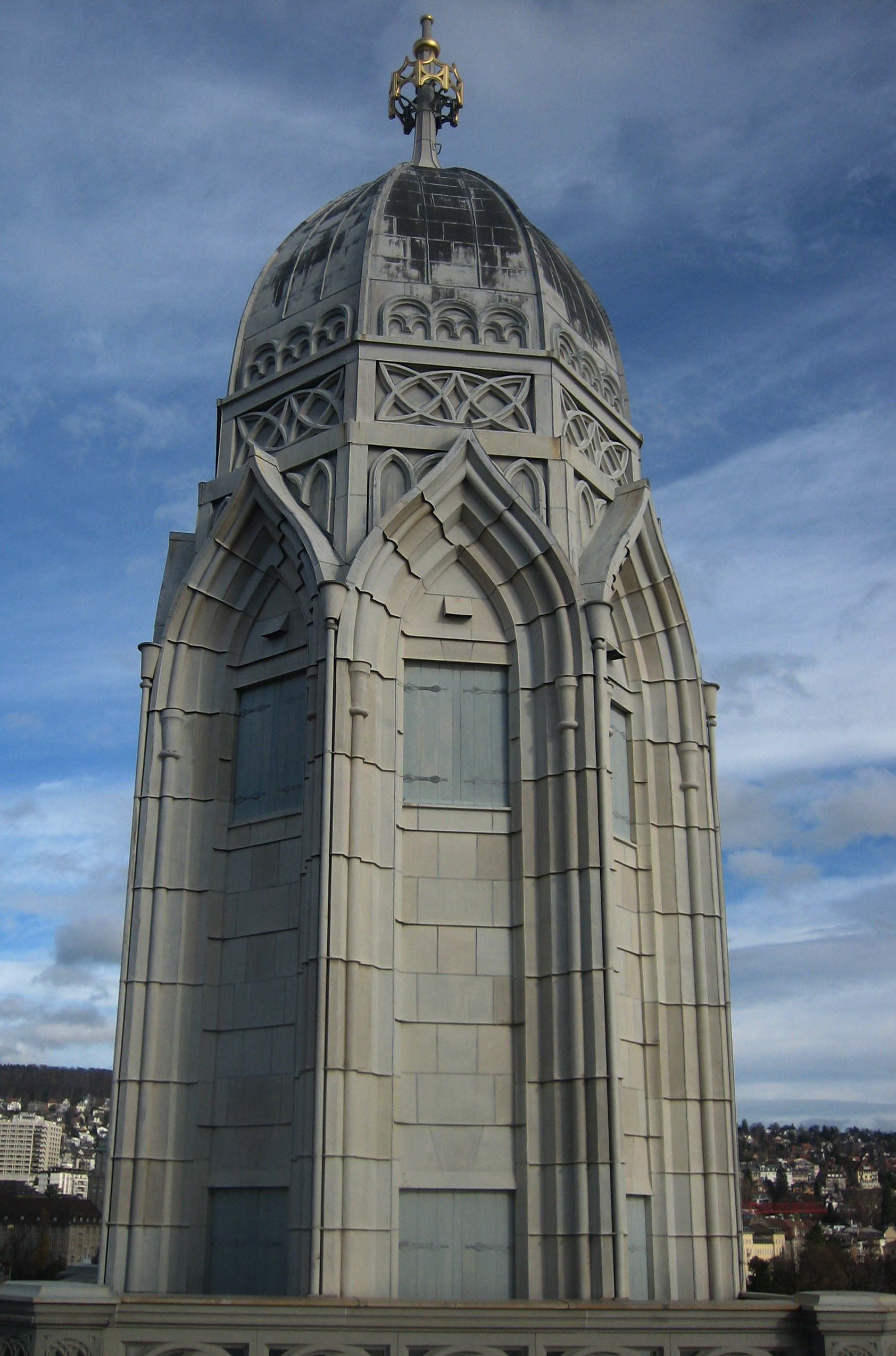
Neugotische Turmkuppel des Grossmünsters

1781 bis 1787 entstanden die heutigen charakteristischen neugotischen Turmabschlüsse durch Johann Caspar Vögeli und Johannes Haggenmiller. Am Nordturm wurde das romanische Glockengeschoss abgerissen und durch eine Kopie des spätgotischen Südturms ersetzt. Beide Türme wurden zudem mit einer Wächterstube aufgestockt. Auch im Innern wurde im Stil des Barocks umgebaut.

Ab 1845 wurde das Grossmünster massiv umgestaltet. Das Treppenhaus zu den Emporen über dem nördlichen Hauptportal wurde abgerissen und ins Innere verlegt – und zwar in den Teil der ehemaligen Zwölfbotenkapelle, wo sich die Heiligengräber befunden hatten. Baumeister August Stadler liess auch den Lettner abreissen. 1849 wurden das Stiftsgebäude abgebrochen und bis 1897 sämtliche barocken Elemente wie Stuckaturen und Gips entfernt. Man wollte ganz nach dem denkmalpflegerischen Verständnis des 19. Jahrhunderts den ursprünglichen romanischen Innenraum wiederherstellen und zerstörte dazu jüngere Bausubstanz. 1913–1915 wurde die Innenrenovation und gleichzeitige Rekonstruktion durch den Stadtbaumeister Gustav Gull und den Kantonsbaumeister Hermann Fietz abgeschlossen. 

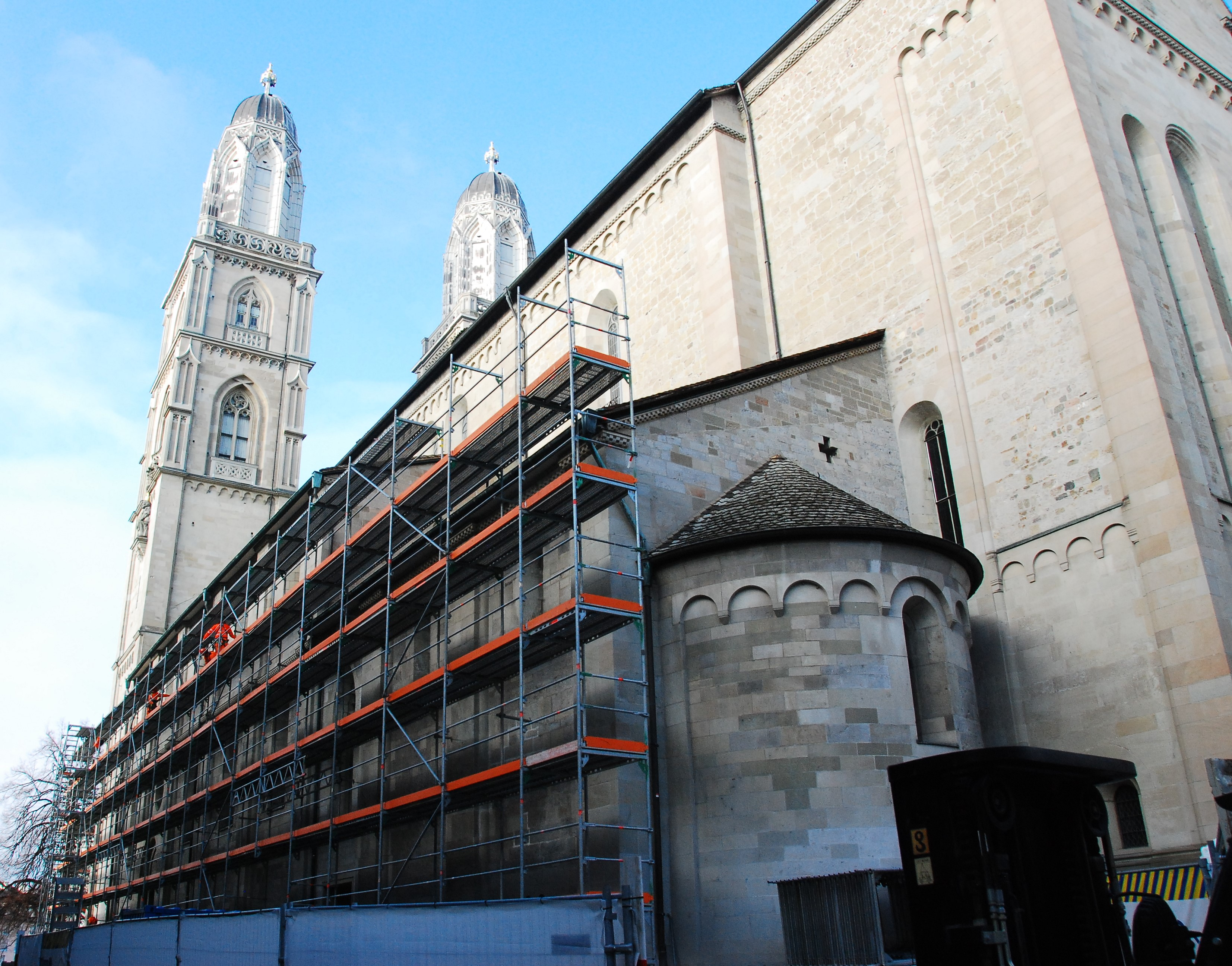
Aufbau Gerüst Südfassade, 1/2025

Das Äussere wurde 1931–1936 gründlich renoviert, wobei die 62 Meter hohen Türme etwas verändert wurden. 1989/1990 wurden diese Veränderungen wieder rückgängig gemacht.
Im Jahr 2021 wurden 35 Millionen Franken für die Instandsetzung bewilligt, worauf 2023 mit der Sanierung der Innenräume und Fenster sowie der Statue von Karl dem Grossen in der Krypta begonnen wurde. Im Januar 2025 begann die Aussenrenovation mit der Eingerüstung der Ost- und Südseite; für die Jahre 2026/27 verbleibt die ganze Kirche eingerüstet. Die Sanierung endet mit einem Gerüst an der Westeite im 2028.

## Baubeschreibung

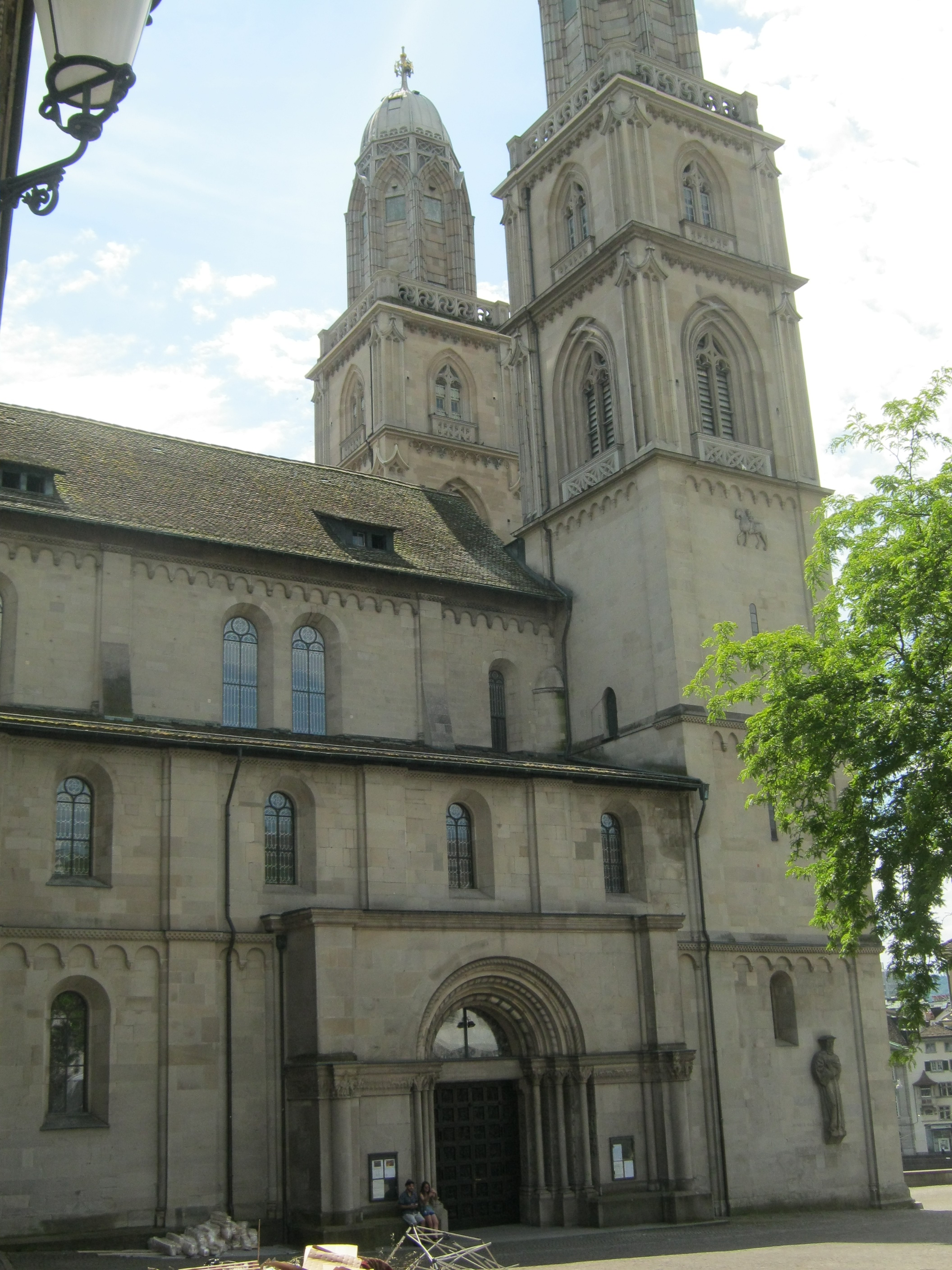
Nordfassade mit Haupttor

Typisch für die deutsche Romanik ist die Westfassade ohne Portal.
Die Hauptfassade liegt im Norden. Das triumphtorartige Hauptportal ist der Anfang des Prozessionsweges von den Gräbern der Heiligen Felix und Regula bis zu deren Reliquien im Fraumünster. Das Portal hat nur wenig romanische Originalsubstanz. Auf dem linken Kapitell ist König David mit einem Streichinstrument abgebildet. Seit 1950 sind am Türsturz folgende Worte Zwinglis zu lesen:
«Verschaffend dass das Gottlich Wort Truewlich by üch gepredget werde + damit werdend ir üwer vatterland behalten + ob’s glych dem Tüfel Leid wär + denn wo Gotzforcht ist + da ist die Hilff Gottes + Huldriych Zwingli».
Die 1950 von Otto Münch geschaffene Bronzetüre zeigt einzelne biblische Geschichten. Auch die Tür der Südfassade stammt von Münch und zeigt Bilder aus der Reformationsgeschichte.
Die Westfassade ist geprägt von zwei quaderförmigen, 64 Meter hohen Doppeltürmen. Der Karlsturm genannte Südturm kann bestiegen werden: 187 Stufen führen zum Aussichtsraum in 50 Meter Höhe. Seit 2020 konnte die Aussicht nur noch durch die Fenster betrachtet werden, die Balkone ausserhalb des Turmraumes konnten seither nur noch durch geführte Gruppen betreten werden. Aussen am Turm in Richtung Limmat ist eine Sitzfigur von Kaiser Karl dem Grossen angebracht. Der Nordturm – auch als Glockenturm bezeichnet – wird von einem Relief des Reformators Heinrich Bullinger verziert. Hoch darüber schwebt ein Pferd mit Reiter, das die älteste Reiterdarstellung nördlich der Alpen sein soll. Die Figur stammt von ca. 1180 und könnte ein Herrschaftszeichen des Stadtherrn Berchthold IV. von Zähringen sein, das auf die benachbarte Pfalz hinwies. Das zuvor vermutlich noch nie restaurierte Relief befand sich vor der Aussenrenovation von 2026 in einem erstaunlich guten Zustand.

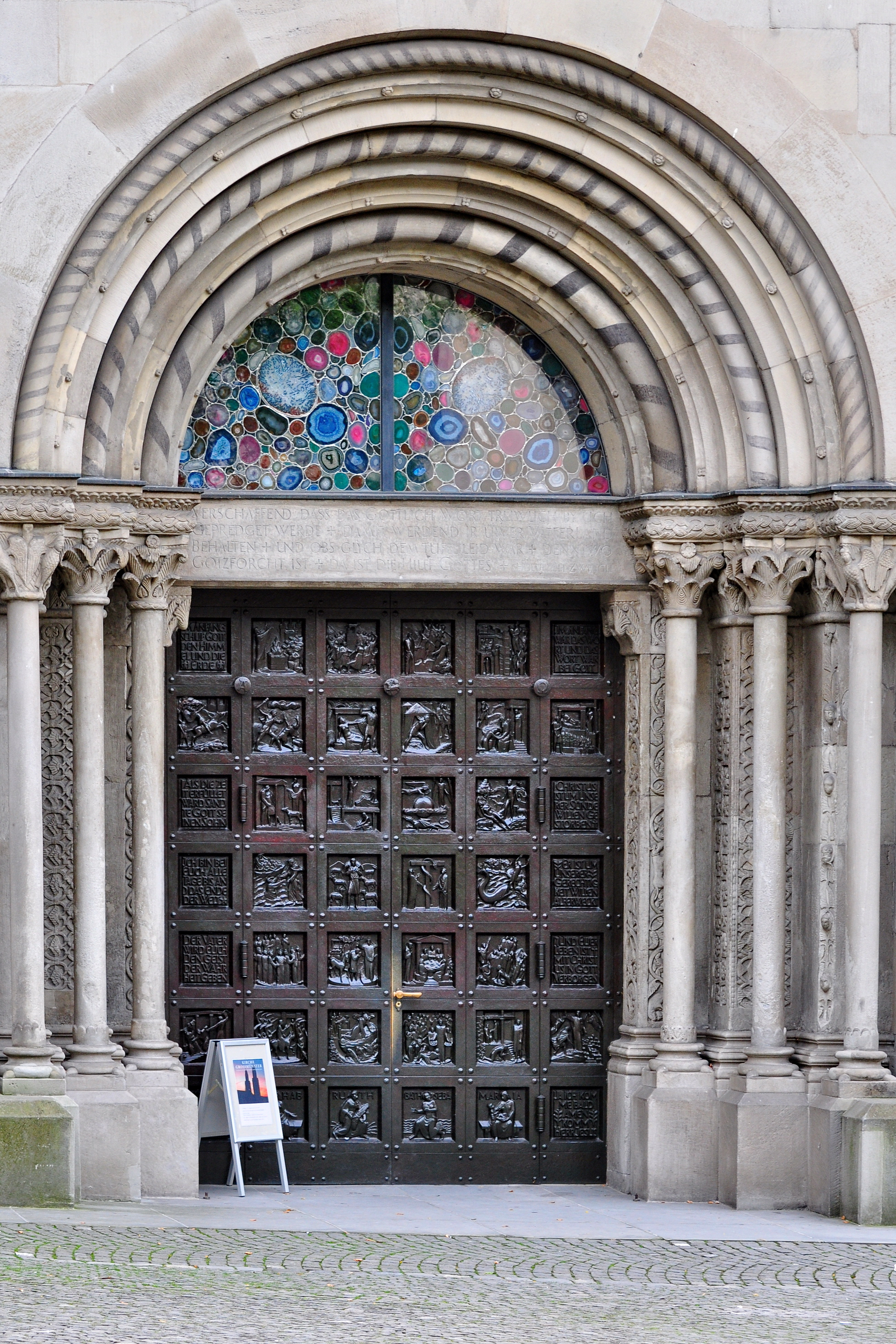
Hauptportal
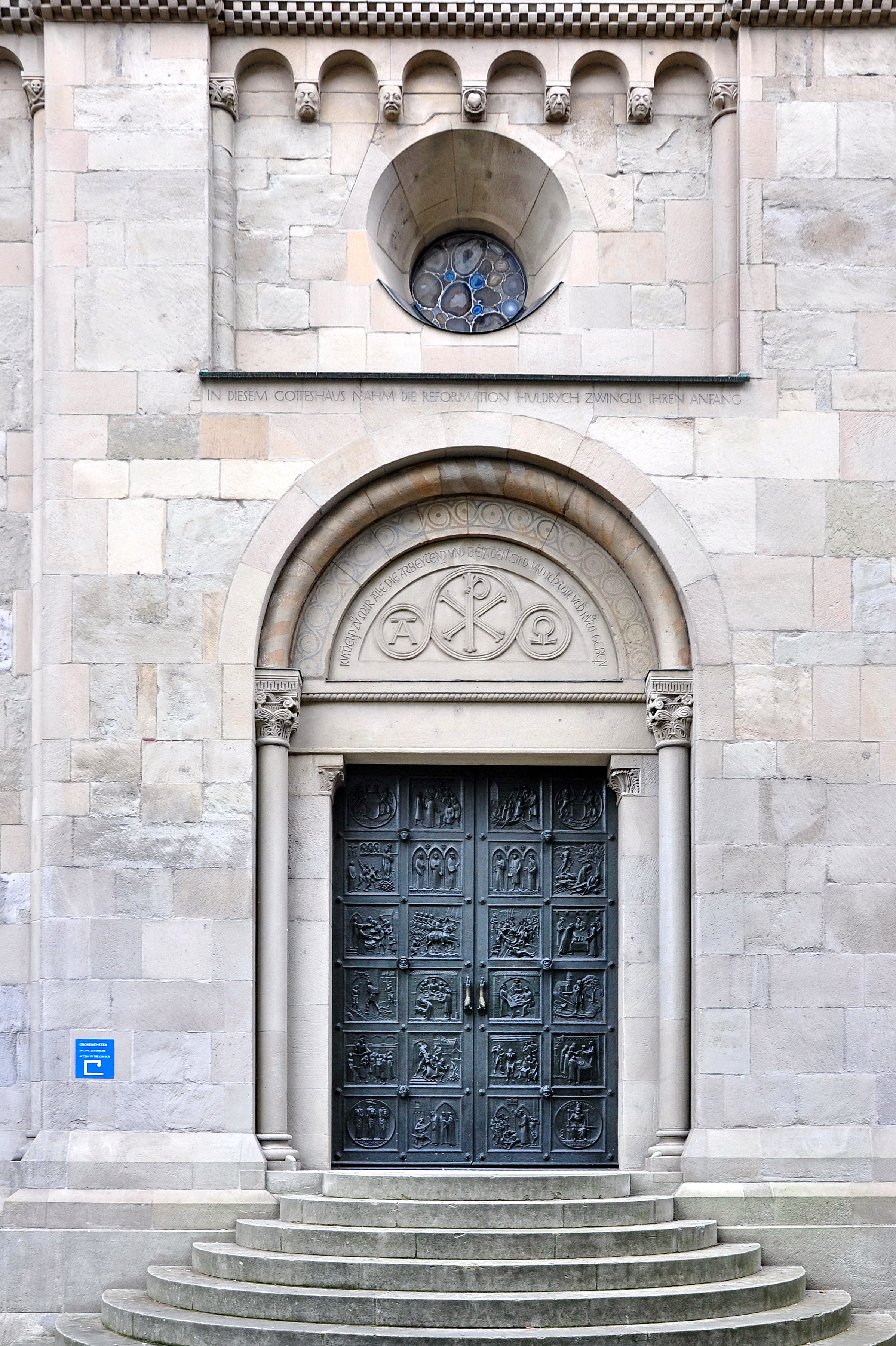
Zwingli-Portal
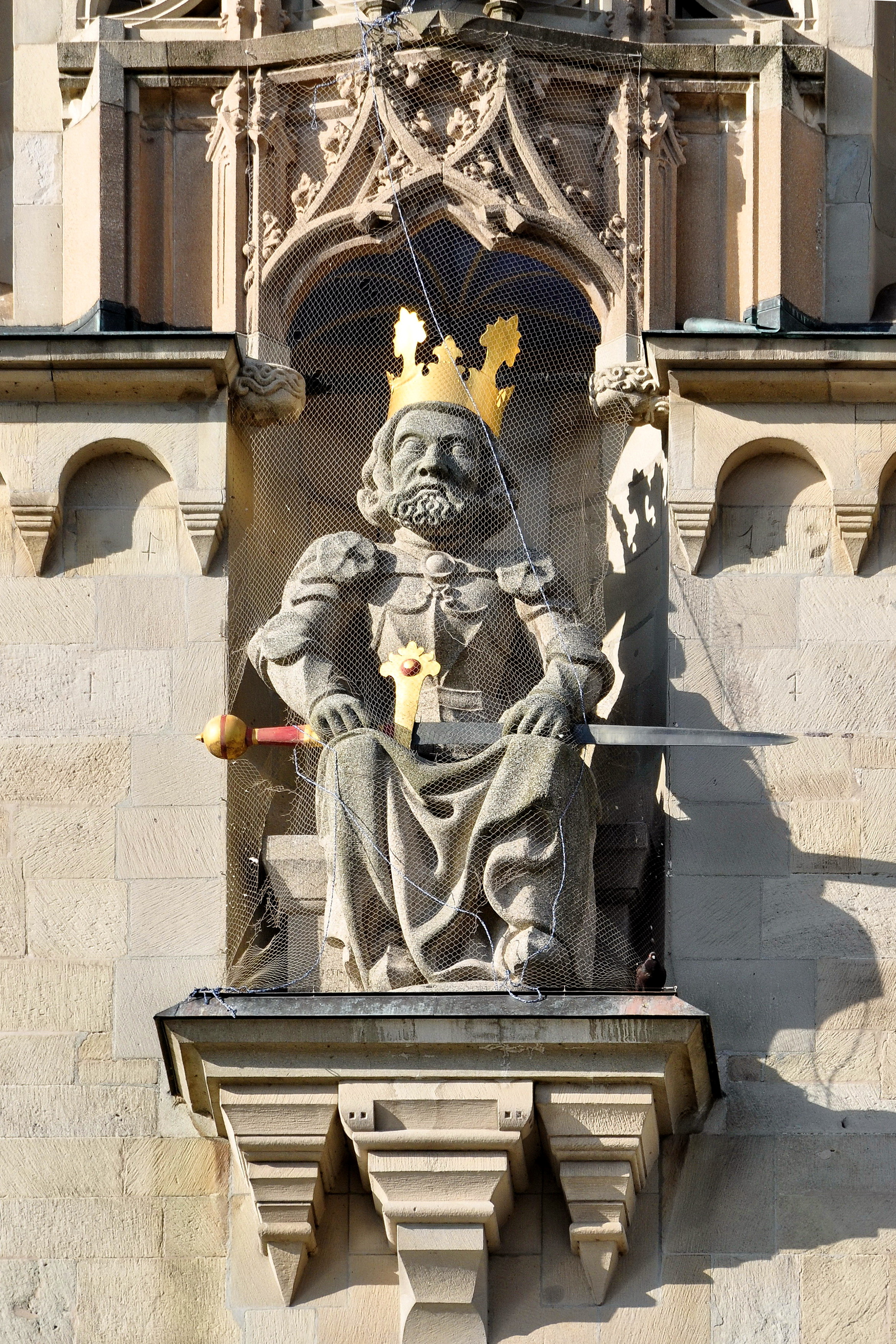
Sitzfigur (Replik) Karls des Grossen am Südturm
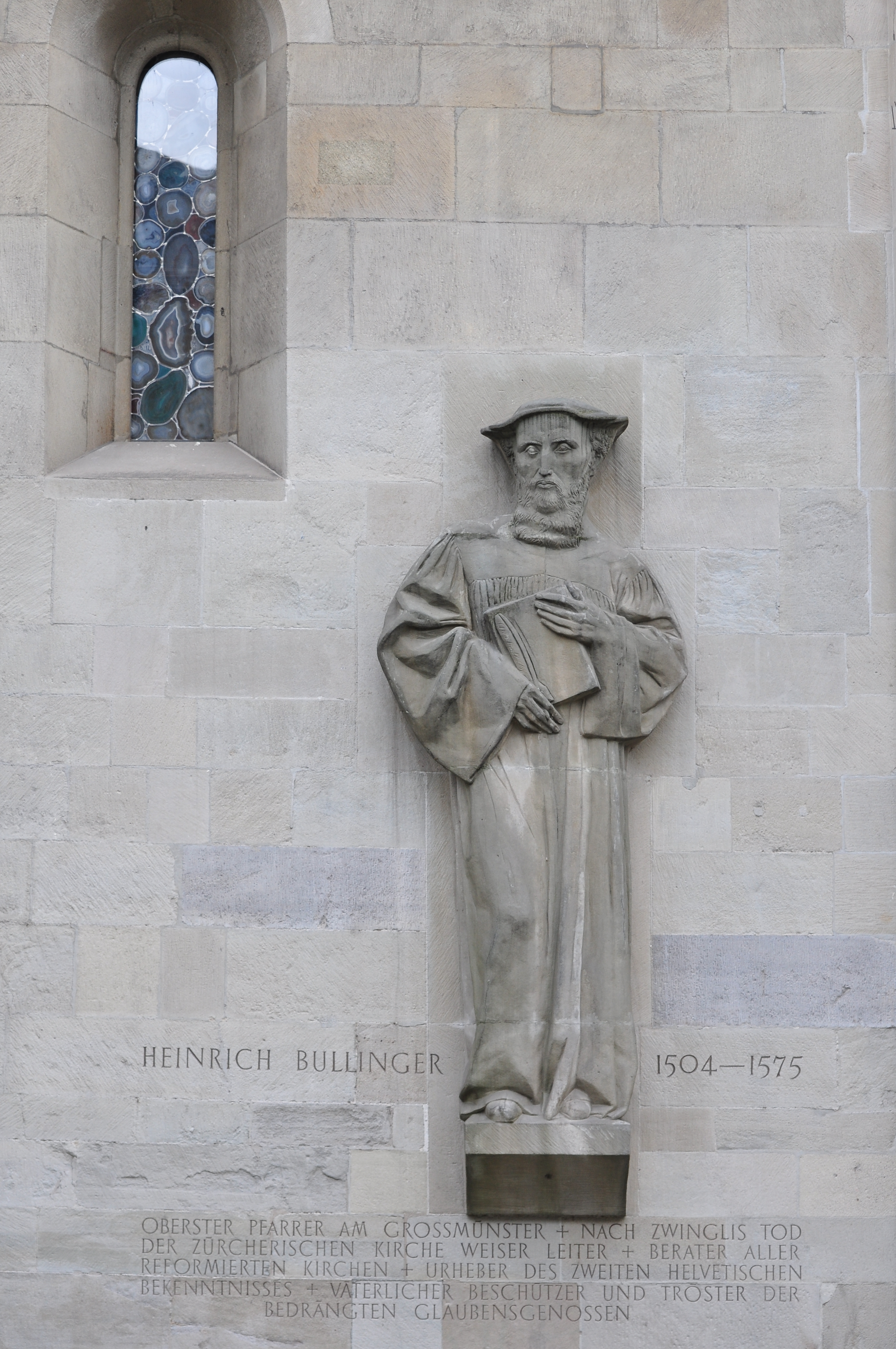
Relief Heinrich Bullingers von Otto Charles Bänninger am Nordturm, links oben eines der Polke-Fenster
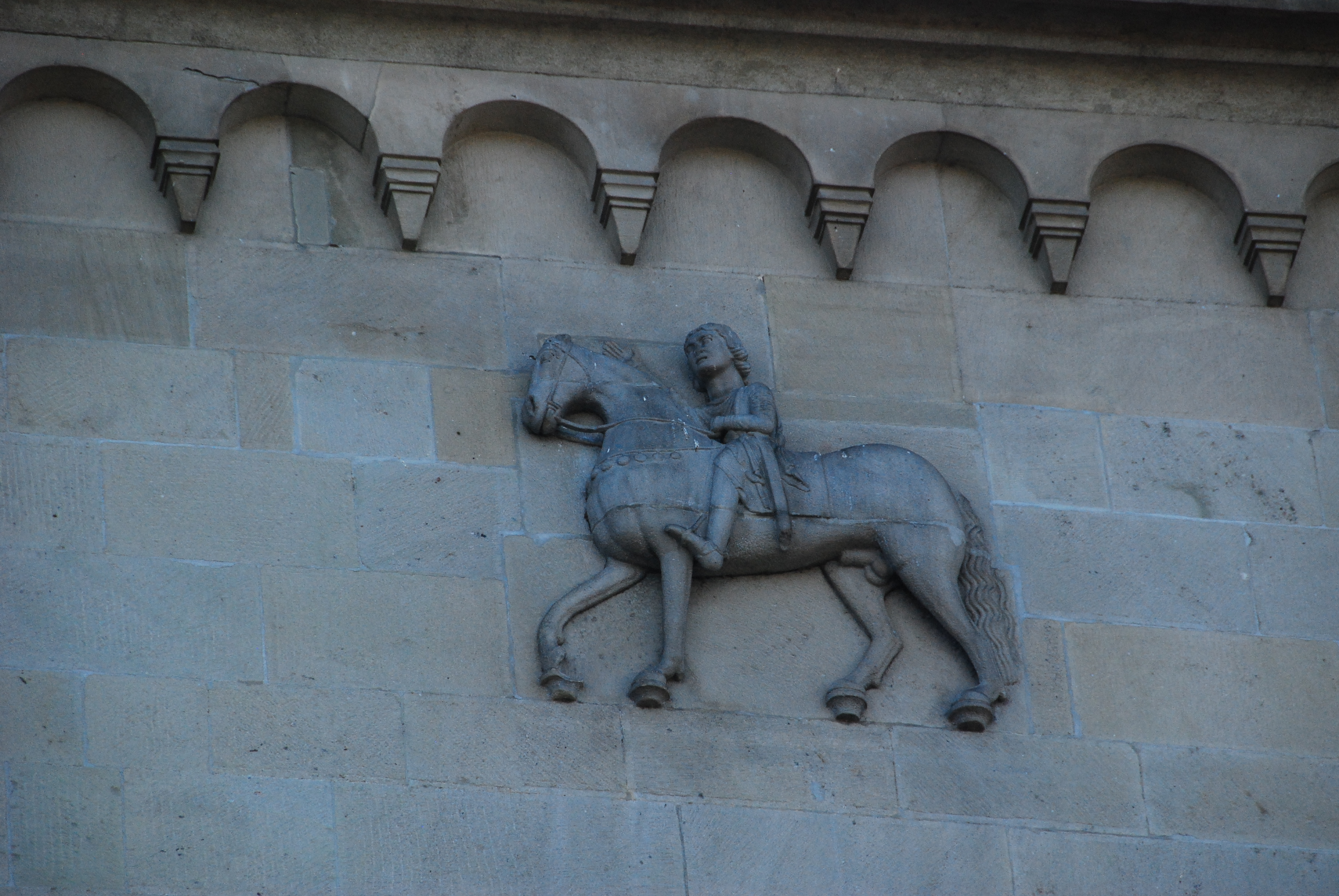
Reiterdarstellung von 1180 am Nordturm

## Innenraum

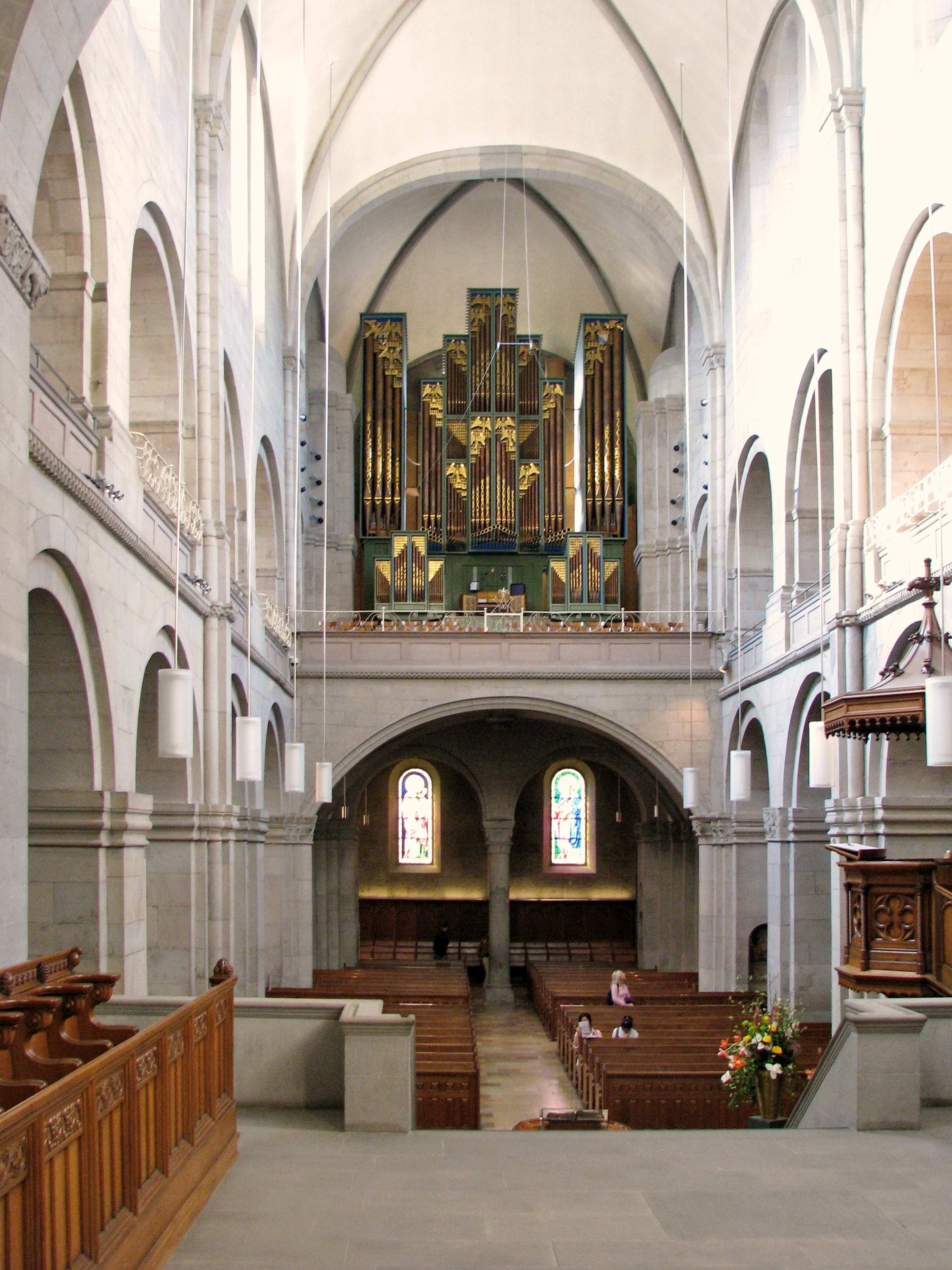
Das Kirchenschiff mit der Orgel auf der Empore im Westen

Der Innenraum ist schlicht gehalten. Er enthält neben den Sitzbänken und einem Chorgestühl nur eine Kanzel (1853) und einen Taufstein (1598), der zugleich als Abendmahlstisch dient.
Sehenswert sind die romanischen Kapitelle im Schiff und Reste der ursprünglichen Ausmalung im Chor. An der Nordwand ist in einer Nische eine kleine Darstellung des Schweisstuches der Veronika aus dem 16. Jahrhundert erhalten. Neuzeitliche Glasfenster ergänzen das Kirchenschiff.

### Krypta
In der Krypta, dem ältesten Teil der Kirche, sind stark verblasste Wandmalereien aus dem 14./15. Jahrhundert zu sehen, die das Martyrium der Patrone Felix und Regula darstellen. Sie werden Hans Leu dem Älteren zugeschrieben. Hier ist auch das Original der Sitzfigur Karls des Grossen vom Südturm deponiert.
Auch im Rest der ehemaligen Zwölfbotenkapelle sind Reste von Fresken zu sehen und ein Modell des ursprünglichen Münsterbaus. Von der ehemaligen Ausstattung der Zwölfbotenkapelle ist ein Teil der ältesten Zürcher Stadtansicht von Hans Leu d. Ä. gerettet worden. Die Tafeln wurden stark verkleinert und teilweise übermalt, da die im Vordergrund abgebildeten Szenen aus dem Martyrium der Stadtheiligen nach der Reformation nicht mehr interessant schienen. Kopien der Tafeln können im Baugeschichtlichen Archiv der Stadt Zürich, die Originale im Schweizerischen Landesmuseum besichtigt werden.

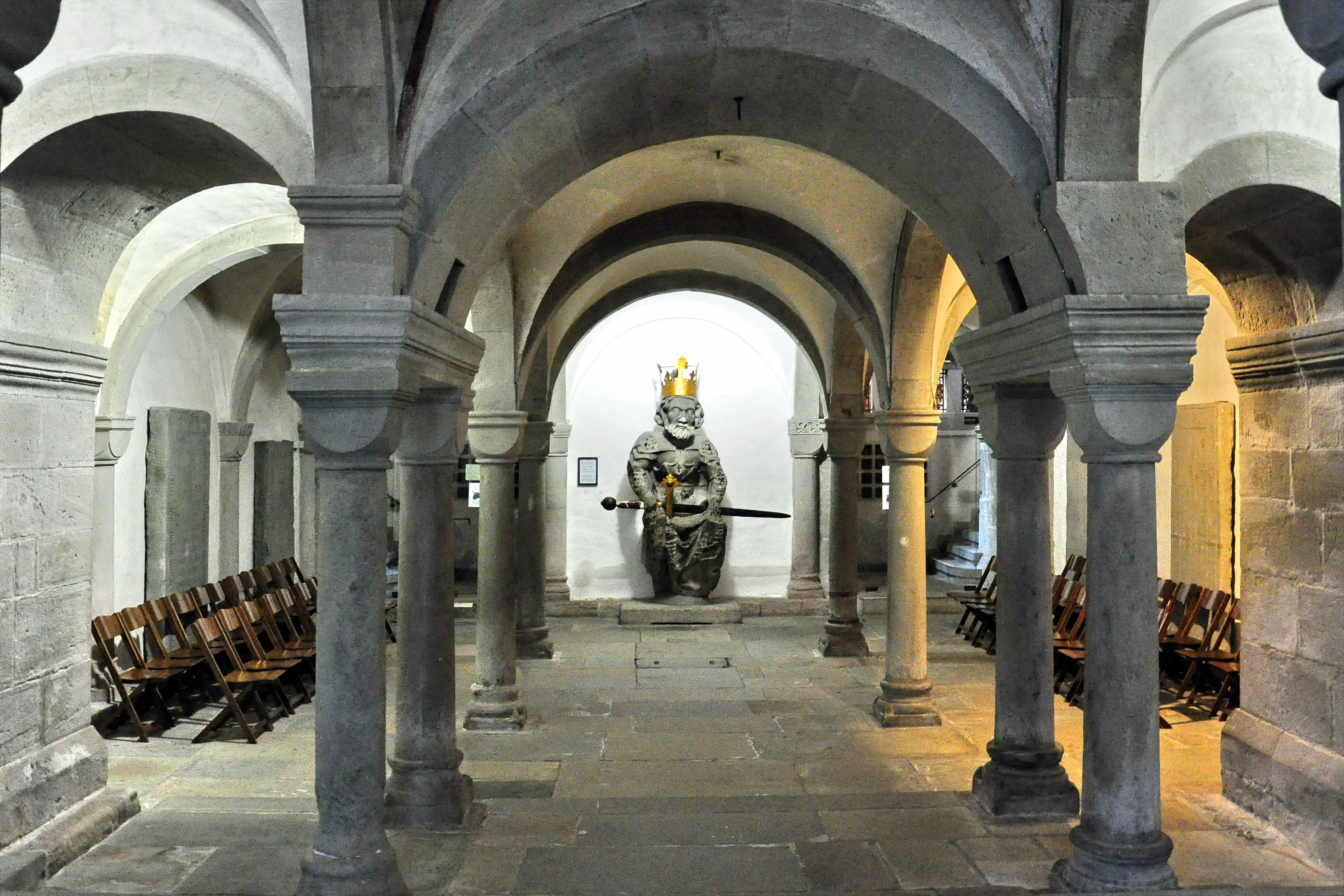
Krypta mit der originalen Sitzfigur von Karl dem Grossen vom Südturm (15. Jh.)
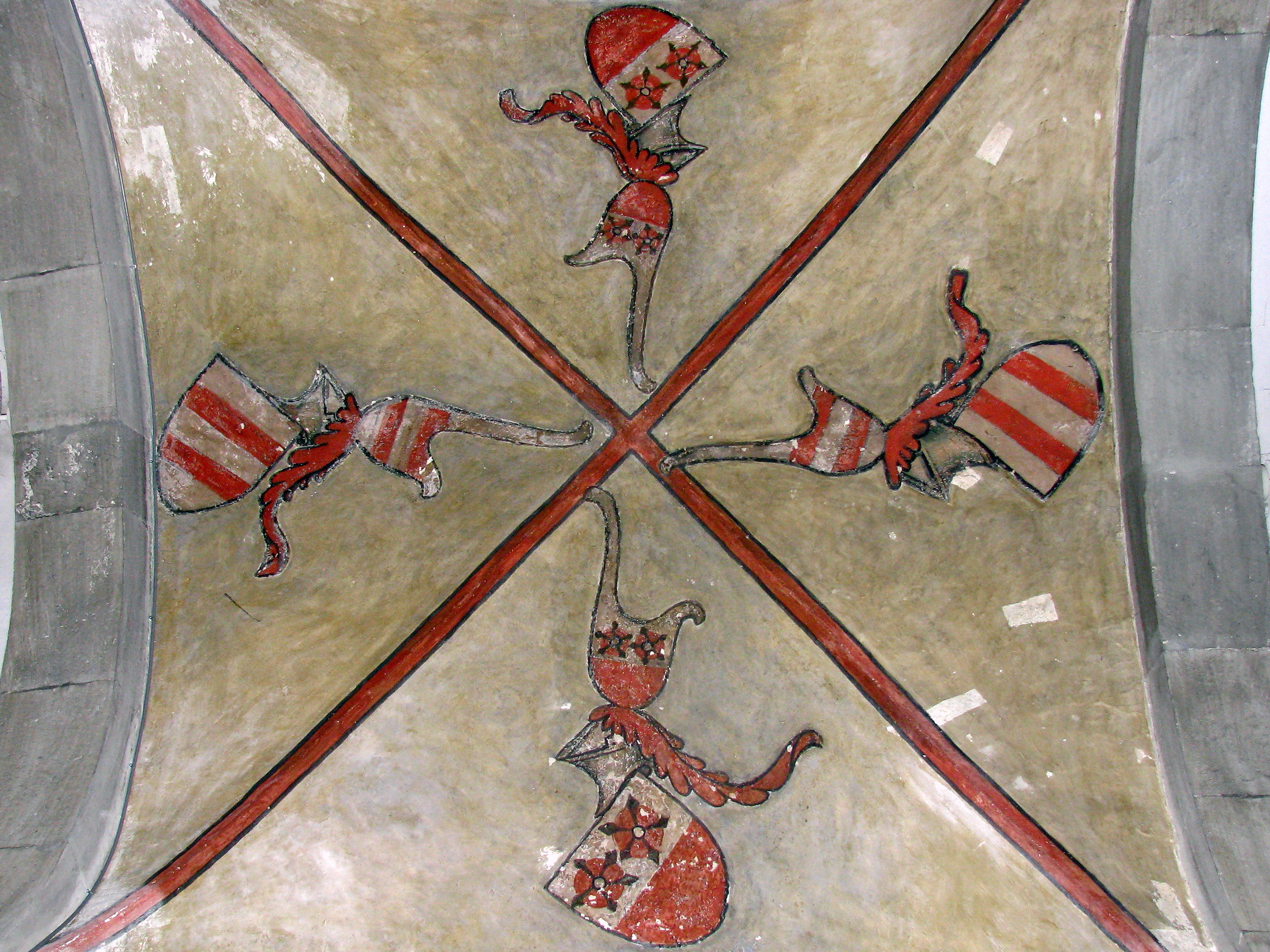
Deckendetail in der Krypta

### Sakristei
Die Sakristei diente vom 16. Jahrhundert bis zur französischen Revolution dem Stadtstaat Zürich als Schatzkammer. Hiervon zeugt nur noch eine Eisentruhe. Heute befindet sich hierin unter anderem: Zwei Zinnkannen von 1580, diverse weitere Kirchengeräte, Bibelausgaben und Übersetzungen von 1524 bis zur Gegenwart, sowie Literatur über das Grossmünster und seine Geistlichen.

### Fenster
Seit 1933 zeigen drei farbige Chorfenster von Augusto Giacometti die Weihnachtsgeschichte.
2005 veranstaltete die Kirchgemeinde einen Einladungswettbewerb, um die bisher weiss gebliebenen westlichen Fenster im Längsschiff neu zu gestalten. Die Mittel stammten aus einem Legat mit künstlerischem Auftrag. 2006 fiel die Wahl auf den Kölner Gegenwartskünstler Sigmar Polke. Seine Gestaltung versieht die sieben hinteren westlichen Fenster des Schiffs mit abstrakten Mustern aus geschnittenen Achaten und die fünf vorderen mit buntem gerasterten Glas. Gegen den Chor hin zeigen die bunten Glasfenster vom Abstrakten ins Figurative übergehende Darstellungen mit alttestamentlichen Bezügen. Als grösstes und letztes von Polkes Werken sind die Fenster seit Oktober 2009 fertiggestellt.

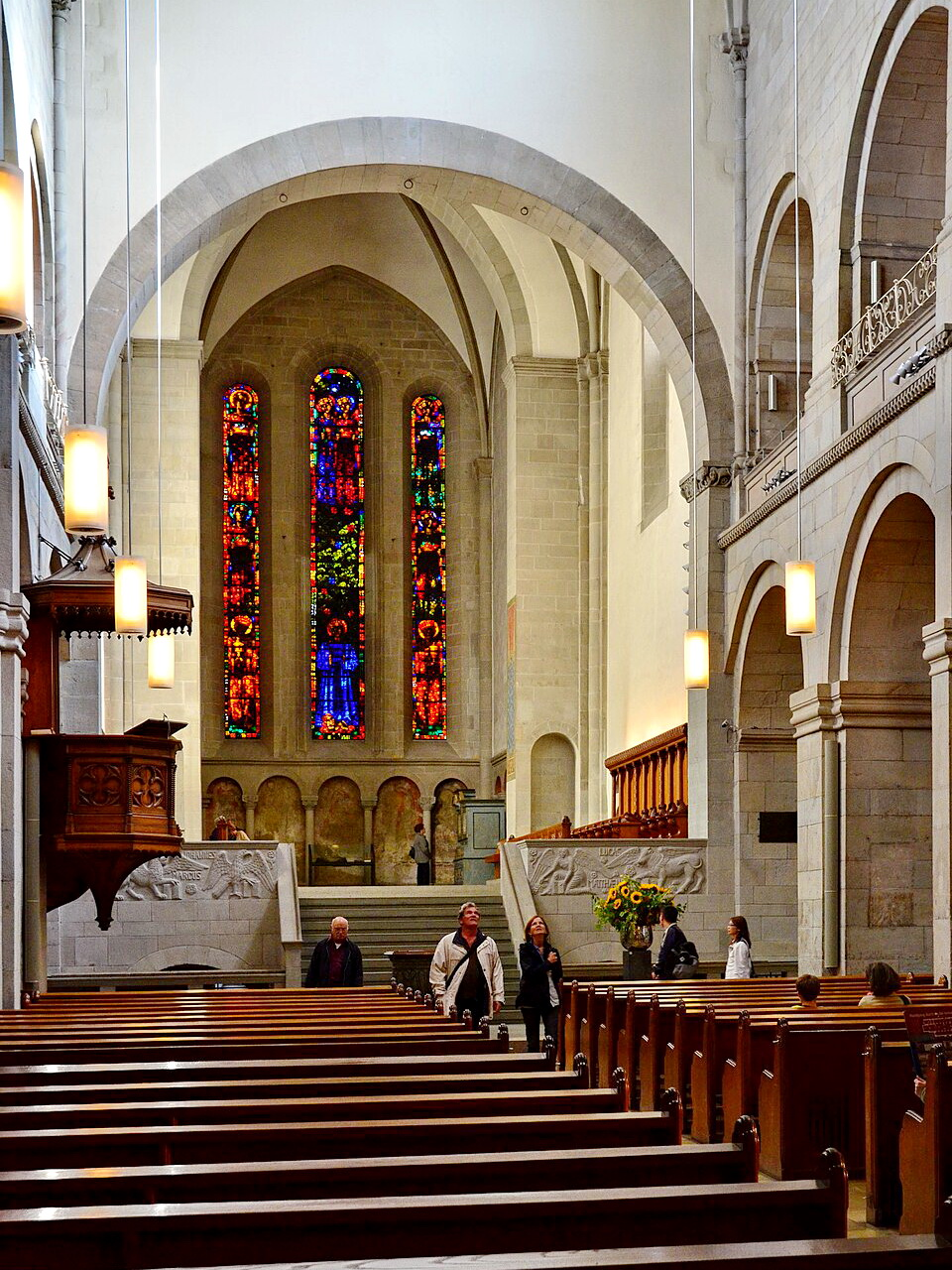
Innenansicht mit Fenstern von Augusto Giacometti im Chor
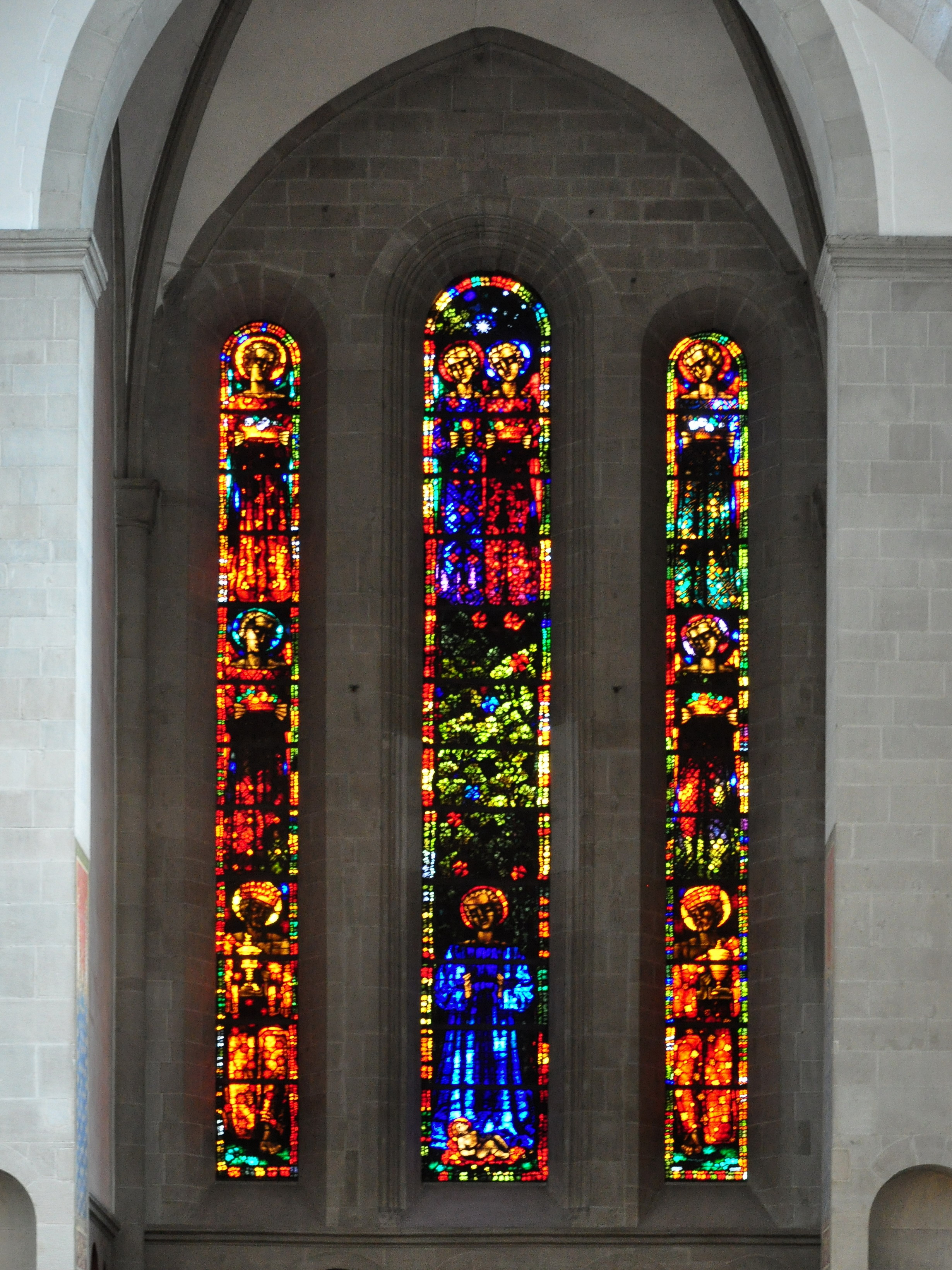
Augusto Giacomettis Kirchenfenster von 1933
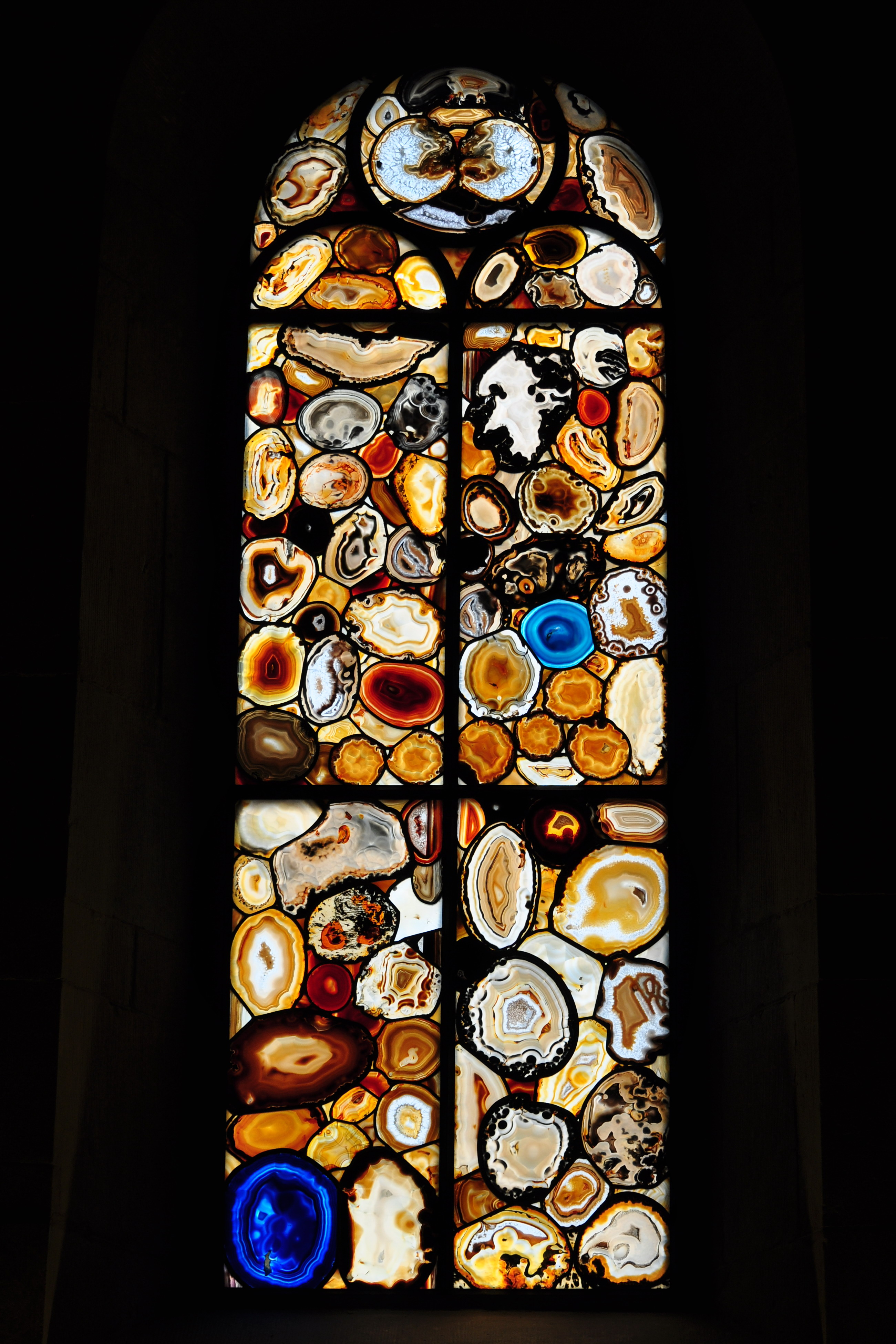
Eines der zwölf von Sigmar Polke gestalteten Seitenfenster
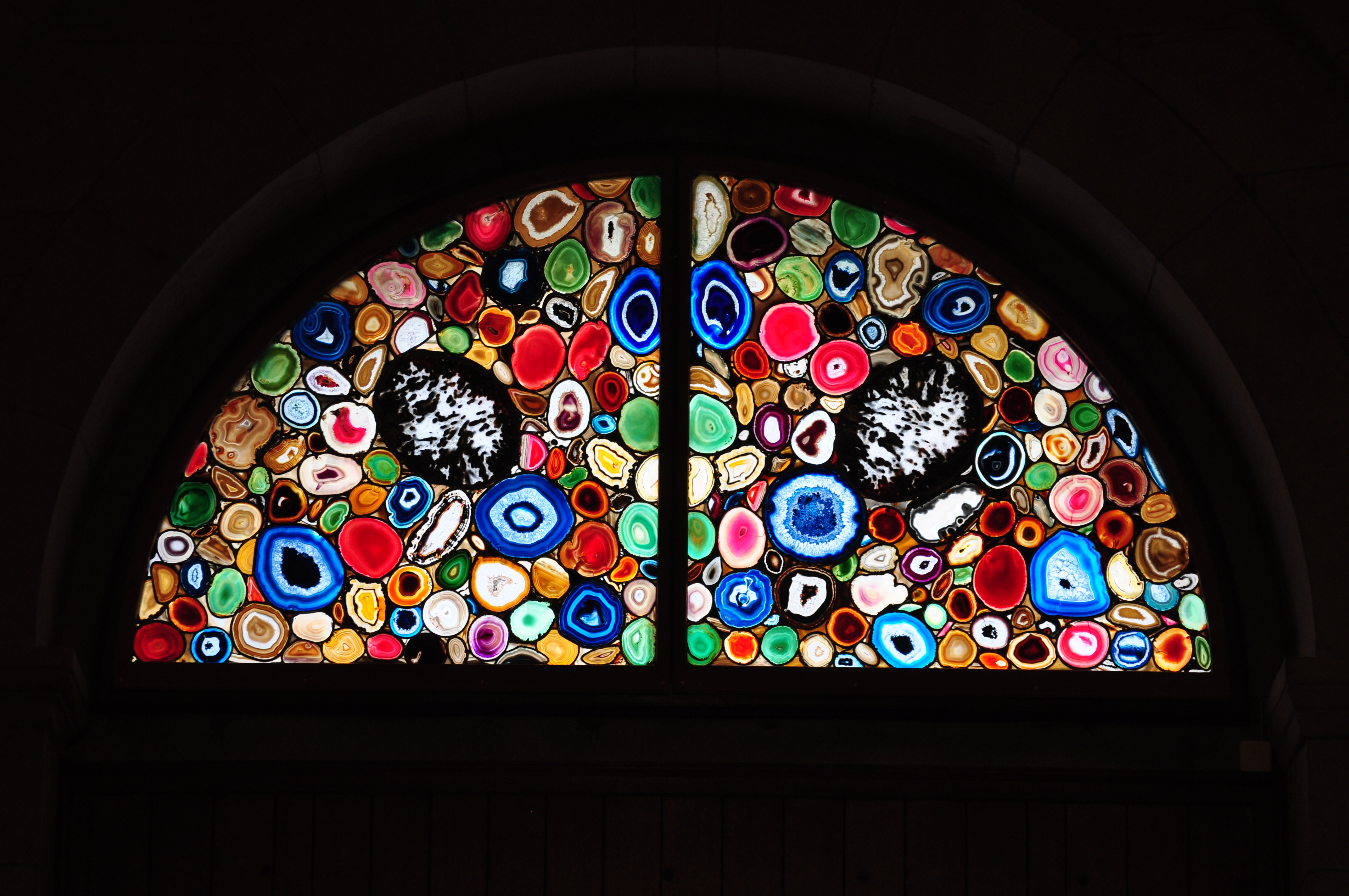
Innenansicht Achat-Steinschnitt-Fenster von Sigmar Polke über dem Hauptportal

## Orgeln

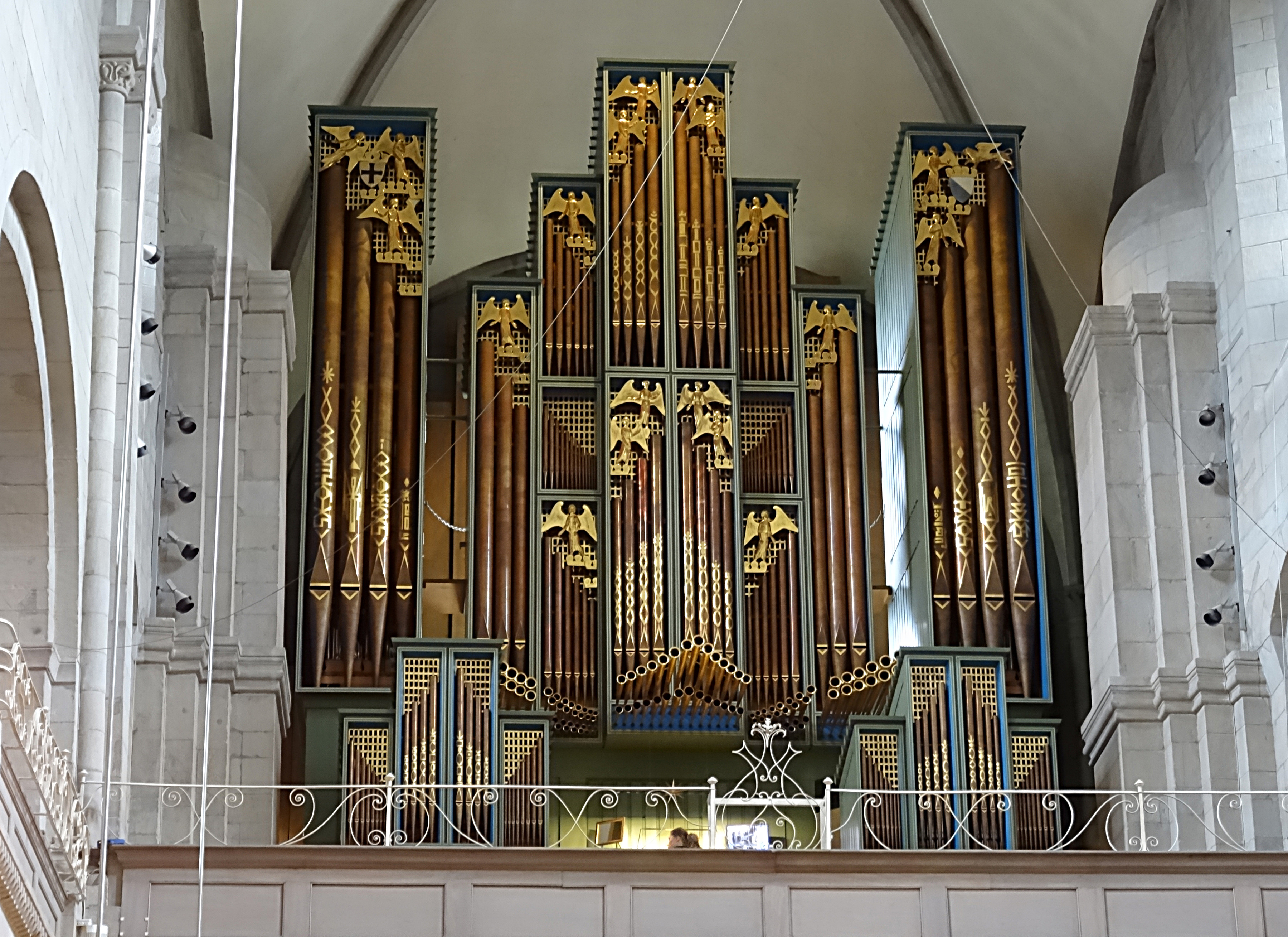
Metzler-Orgel

Die erste Orgel stammte vermutlich aus dem 14. Jahrhundert. 1418 wurde der Erfurter Theodor Sebach als Organist angestellt und war damit auch für die Instandhaltung seines Arbeitsgerätes zuständig. 1505 entstand ein Neubau, der nach einer Anweisung von Zwingli schon 1527 abgerissen wurde.
Erst 1876 erklang wieder eine Orgel, es war die von Johann Nepomuk Kuhn. Nachdem sie zunehmend störanfällig wurde, war ein Neubau notwendig.
Die heutige Orgel wurde 1960 von der Orgelbaufirma Metzler (Dietikon) erbaut. Diese begann schon 1937, statt Orgeln mit verschleißanfälligen und einen hohen Winddruck erfordernden pneumatischen Trakturen wieder Instrumente mit mechanischen Spielanlagen zu fertigen. Aus diesem Grund votierte der damalige Organist Victor Schlatter ausdrücklich für einen Neubau von Metzler. Die Orgel steht auf der Empore im Westteil der Kirche. Sie hat 67 Register auf vier Manualen und Pedal. Die Holzpfeifen des Principalbass 32′ sind aus der Kuhn-Orgel übernommen.
| I Chorpositiv C–g3 |      |
| Portunalflöte      | 8′   |
| Principal          | 4′   |
| Quintatön          | 4′   |
| Gemshorn           | 2′   |
| Sedecima           | 1′   |
| Scharf III         | 2⁄3′ |
| Sesquialtera II    |      |
| Krummhorn          | 8′   |
| Musette            | 4′   |

| II Hauptwerk C–g3 |        |
| Principal         | 16′    |
| Principal         | 8′     |
| Flauto            | 8′     |
| Gedackt           | 8′     |
| Octave            | 4′     |
| Nachthorn         | 4′     |
| Octave            | 2′     |
| Flachflöte        | 2′     |
| Quinte            | 2 ⁄3′  |
| Cornet V          | 8′     |
| Terz              | 1 3⁄5′ |
| Mixtur V          | 2′     |
| Trompete          | 8′     |
| Span. Trompete    | 16′    |
| Span. Trompete    | 8′     |

| III Oberwerk C–g3 |       |
| Stillgedeckt      | 16′   |
| Principal         | 8′    |
| Rohrgedackt       | 8′    |
| Spitzgambe        | 8′    |
| Unda Maris        | 8′    |
| Octave            | 4′    |
| Querflöte         | 4′    |
| Salicet           | 4′    |
| Nasard            | 2 ⁄3′ |
| Cornet d’echo II  |       |
| Piccolo           | 2′    |
| Plein jeu V       | 2′    |
| Basson            | 16′   |
| Trompette harm.   | 8′    |
| Oboe              | 8′    |
| Clarion           | 4′    |

| IV Schwellpositiv C–g3 |               |
| Suavial                | 8′            |
| Copula                 | 8′            |
| Rohrflöte              | 4′            |
| Principal              | 2′            |
| Spitzgedackt           | 2′            |
| Larigot                | 1 ⁄3′         |
| Terz                   | 4⁄5′ + 1 3⁄5′ |
| Glockenzimbel II       | 1 3⁄5′        |
| Holzregal              | 16′           |
| Vox Humana             | 8′            |

| Pedal C–f1             |       |
| Principalbass          | 32′   |
| Praestant              | 16′   |
| Holzprinzipal          | 16′   |
| Subbass                | 16′   |
| Octavbass              | 8′    |
| Gedacktpommer          | 8′    |
| Octave                 | 4′    |
| Rohrflöte              | 4′    |
| Choralbass             | 2′    |
| Mixtur IV              | 2 ⁄3′ |
| Gross-Sesquialtera III |       |
| Bombarde               | 16′   |
| Dulcian                | 16′   |
| Trompete               | 8′    |
| Bärpfeife              | 8′    |
| Klarine                | 4′    |
| Schalmey               | 2′    |

## Glocken
Der Nordturm beherbergt ein vierstimmiges Geläut, das von Jakob Keller (Unterstrass bei Zürich) im Jahre 1889 gegossen wurde und in der Schlagtonfolge c1 – e1 – g1 – c2 erklingt. Seit einer Sanierung der Glockenanlage hängen die Glocken an kunstvoll geschnitzten Holzjochen und verfügen über weichere Eisenklöppel. Im Dachreiter hängt die fünfte Glocke im Schlagton c2; sie erklingt abends um 20 Uhr. Sie wurde 1716 von Moritz Füssli gegossen. Zum täglichen Betläuten ertönen mittags um 11 Uhr die e1-Glocke und abends um 18 Uhr (im Winter 17:30 Uhr) die dritte Glocke (g1). Am Samstagabend um 19 Uhr läuten, gemeinsam mit den übrigen Innenstadtkirchen, alle vier Glocken 15 Minuten lang den Sonntag ein. Zum Sonntagsgottesdienst gibt es ein – nach alter «zwinglianischer» Sitte – zweimaliges Zeichenläuten mit der dritten Glocke; um 08:55 und 09:25 Uhr. Zum Gottesdienst selbst rufen wiederum alle Glocken. Die grosse Glocke wird am Sonntagabend um 19 Uhr genutzt, um den Sonntag auszuläuten. Ebendiese findet auch zum «Sechseläuten» Verwendung. Sie ist in einer außerordentlich schweren Rippe, welcher Keller von der gesprungenen Vorgängerglocke übernahm, gegossen.
| Glocke | Durchmesser | Masse   | Nominal | Inschrift                                                                                     | Name          |
| ------ | ----------- | ------- | ------- | --------------------------------------------------------------------------------------------- | ------------- |
| 1      | 1751 mm     | 4050 kg | c1      | Alles, was Odem hat, lobe den Herrn.                                                          |               |
| 2      | 1315 mm     | 1680 kg | e1      | Einen andern Grund mag Niemand legen, ausser dem, der gelegt ist, welcher ist Jesus Christus. | Elfuhrglocke  |
| 3      | 1100 mm     | 0965 kg | g1      | Lasset das Wort Christi reichlich unter euch wohnen.                                          | Betzeitglocke |
| 4      | 0830 mm     | 0420 kg | c2      | Befiehl dem Herrn deinen Weg und hoffe auf ihn, er wird es wohl machen.                       |               |

## Stiftsbibliothek Grossmünster
Orte der Buchaufbewahrung:

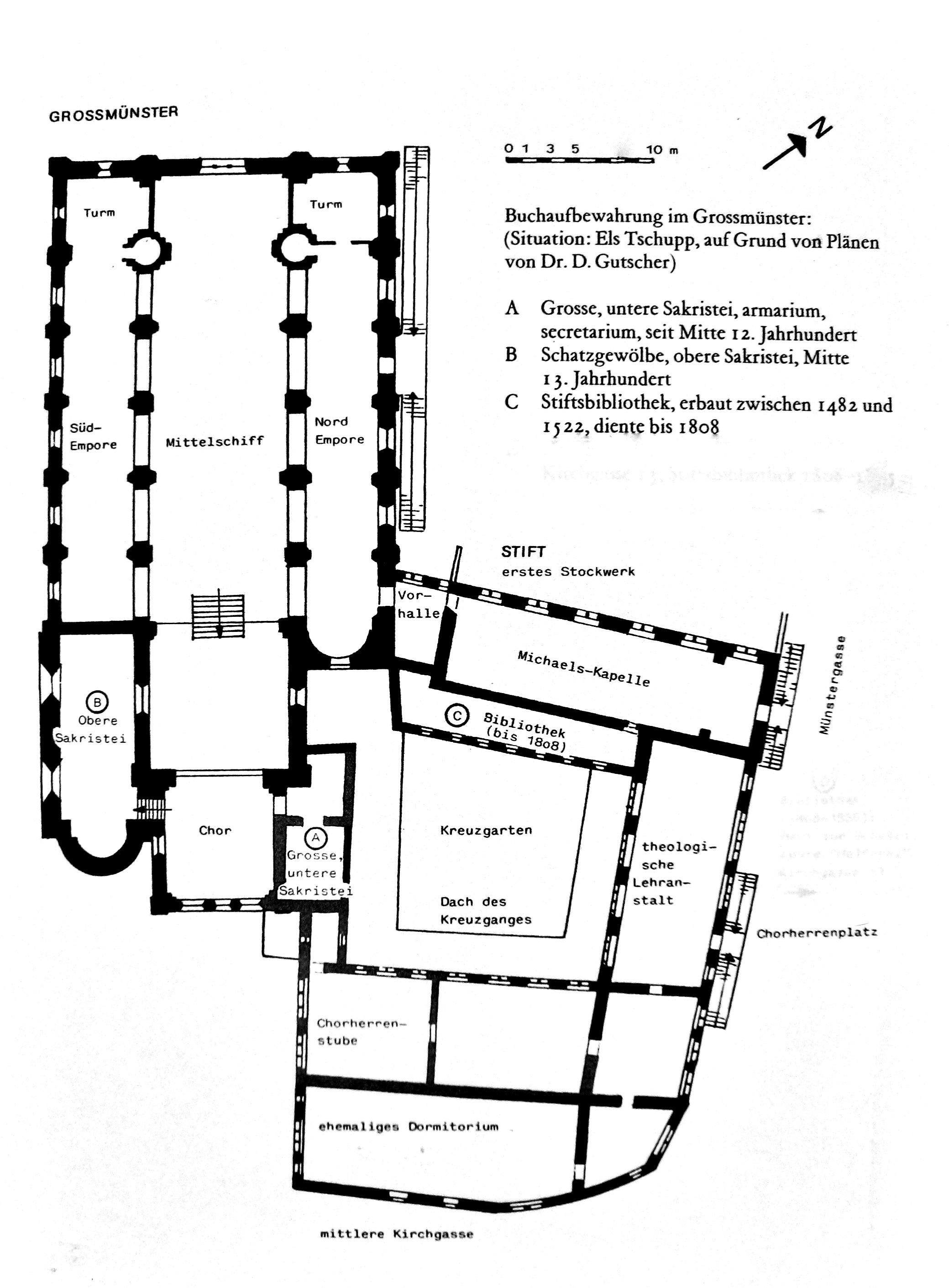
Orte der Buchaufbewahrung

 Seit der Gründung waren die für die Liturgie und die Seelsorge notwendigen Bücher vorhanden. Sie wurden vom 12. Jahrhundert an in der sog. «Grossen unteren Sakristei» (Abb. siehe «A») aufbewahrt, von Mitte des 13. Jahrhunderts an im sog. «Schatzgewölbe», der «oberen Sakristei» (Abb. siehe «B»). Von 1482 bis 1522 wurde über dem Westflügel des Kreuzgangs eine neue Bibliothek erbaut und eingerichtet, die hier bis zur Aufhebung des Stifts im Jahre 1808 bestehen blieb (Abb. siehe «C») und später zum Grundstock für eine Kantons- und Universitätsbibliothek wurde, seit 1914 Zentralbibliothek Zürich.
Zuwachs: Chorherren und Stifter äufneten die Bibliothek. Während der Ungarneinfälle brachten die Benediktinermönche von Disentis im Jahr 940 die Reliquien sowie 3 Kreuze, 9 Glocken und 9 Bücher nach Zürich in Sicherheit. Mitte 13. Jahrhundert wurde der als Kantor wirkende Chorherr Konrad von Mure als Schriftsteller bekannt; er hatte in Paris studiert und dort eine juristische Pergamenthandschrift gekauft, die heute noch in der Zentralbibliothek Zürich (Ms. Car. C 151) vorhanden ist.
Verwaltung: Die überlieferten Statutenbücher des Stifts, angelegt im Jahr 1346, enthalten auch die Vorschriften über die Rechte, Pflichten und Einkünfte des Bibliothekars (Librarius genannt). Er hatte die Bücher des Stifts, die zum Stiftsschatz gehörten, sorgfältig zu verwahren, für Pflege und Reparaturen zu sorgen und Ausleihen gegen eine schriftliche Quittung zu überwachen. Ausleihen nach auswärts (extra muros) brauchten die Zustimmung des Kapitels. Der Propst musste jährlich den Buchbestand zusammen mit zwei Chorherren überprüfen; für fehlende Bücher haftete der Librarius persönlich.
Bis zur Reformation: Der vielseitig schriftstellerisch tätige Chorherr Felix Hemmerlin, der sein Doktorat in Rechtswissenschaften in Bologna erworben hatte und in Zürich die grösste Privatbibliothek nördlich der Alpen sein eigen nannte, hat viele der noch vorhandenen Handschriften des Stifts mit Notizen und oft mit seinem Namenszug versehen. Seine eigene Bibliothek wurde nach seiner Gefangensetzung in alle Winde zerstreut. – Weitere mittelalterliche Handschriften stammen aus dem Besitz des Chorherrn Jacobus de Cham (1446–1496), der als Jurist an der Universität Pavia doktoriert hatte, Kaplan des Herzogs Galeazzo Sforza von Mailand gewesen und von 1473 bis 1494 Propst des Grossmünsters war. Zwei Bände Jurisprudenz in Papier-Handschriften, in Zürich eingebunden, stammen aus seinem Besitz. Zu Lebzeiten verkaufte Peter Numagen, der humanistisch interessierte Kaplan zu St. Leonhard, seine gut dotierte Bibliothek an das Stift, welches zu Gunsten seiner unehelichen Tochter eine Schuldverschreibung ausstellte, die im Jahre 1551 noch nicht abbezahlt war. Der Chorherr Johannes Mantz († 1518) vergabte seine etwa 60 Bücher an die Stiftsbibliothek, und sein Bruder Caspar vollzog das Legat 1519.
Ein prominenter Benutzer der Bibliothek war der Freiburger Ritter, Notar und Staatsmann Peter Falck, der vor Antritt seiner zweiten Reise nach Jerusalem 1519 das Stift besucht hat. Von Propst Frey erhielt er die Erlaubnis, die Sammelhandschrift (heute Zentralbibliothek Zürich Ms. Car. C 58) zu benutzen, welche die Reisebeschreibungen des Aachener Theologie-Professors Guillelmus Textor (Zewer) ins heilige Land, sowie jene des Bernhard von Breidenbach, geschrieben von Textors Adoptivsohn Peter Numagen im Jahr 1491 enthalten.
Nach der Reformation: In den Wirren der Reformation gingen vor allem die liturgischen Pergamenthandschriften verloren, und Buchbesitz von Kirchen und Klöstern in Stadt und Land zerstreute sich. Nach Zwinglis Tod wurde die Stiftsbibliothek neu gegründet. Das Stift kaufte dessen Bibliothek aus den Händen seiner Witwe. Conrad Pellikan erstellte als Bibliothekar von 1532 bis 1551 einen Katalog, in welchen er die noch vorhandenen Bücher der mittelalterlichen Stiftsbibliothek und die seitherigen Neuzugänge eingetragen hat. Die mittelalterliche und frühneuzeitliche Stiftsbibliothek konnte anhand von Konrad Pellikans Katalog von 1531/1552 rekonstruiert werden, und der Buchbestand ist zum grössten Teil in der Zentralbibliothek Zürich erhalten.

## Siehe auch

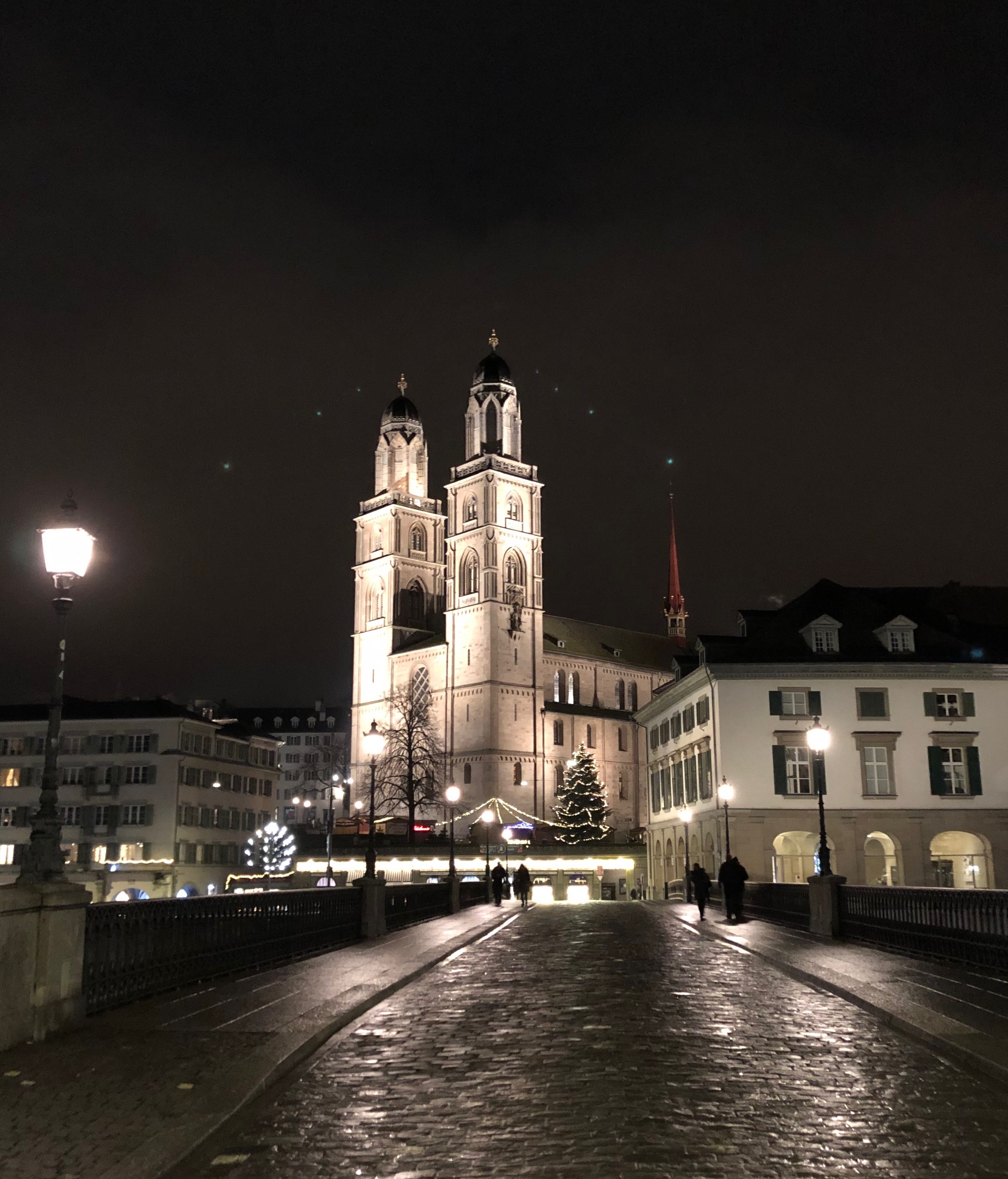
Grossmünster am Abend (Blick vom Münsterplatz her)